# New Deal
New Deal (în traducere literală, Noua Înțelegere) a fost o serie de programe, proiecte de lucrări publice⁠(d), reforme financiare și reglementări⁠(d) adoptate de președintele Franklin D. Roosevelt în Statele Unite între 1933 și 1939. Printre principalele agenții de programe federale s-au numărat Corpul Civil de Conservare (CCC), Administrația pentru Progresul Lucrărilor⁠(d) (WPA), Administrația Lucrărilor Civile⁠(d) (CWA), Administrația Securității Agricole⁠(d) (FSA), Legea pentru Refacerea Industrială Națională din 1933⁠(d) (NIRA) și Administrația de Asigurărilor Sociale⁠(d) (SSA). Ele au oferit sprijin fermierilor, șomerilor, tinerilor și vârstinicilor. New Deal a cuprins noi constrângeri și garanții asupra industriei bancare, precum și eforturi pentru creșterea economiei după ce prețurile scăzuseră brusc. Programele New Deal au cuprins atât legi adoptate de Congres, cât și ordonanțe executive prezidențiale din timpul primului mandat al președinției lui Franklin D. Roosevelt.
Programele s-au concentrat pe ceea ce istoricii numesc „Cei 3 R”: ajutor pentru șomeri⁠(d) și pentru cei săraci (relief), redresarea economiei la niveluri normale (recovery) și reforma sistemului financiar pentru a preveni repetarea crizei (reform). New Deal a produs o realiniere politică, făcând din Partidul Democrat partid majoritar (și partidul care a deținut Casa Albă timp de șapte din cele nouă mandate prezidențiale din 1933 până în 1969) sprijinindu-se pe idei progresiste, pe Sud, pe mașinile politice din marile orașe, precum și pe sindicatele recent devenite puternice și diverse grupuri etnice. Republicanii au fost împărțiți, cei progresiști sprijinind New Deal, dar conservatorii opunându-i-se în ansamblu, deoarece îl considerau ostil față de mediul de afaceri și față de creșterea economică. Această realiniere s-a cristalizat în coaliția New Deal⁠(d) care a dominat alegerile prezidențiale din deceniul anilor 1960, în timp ce coaliția conservatoare⁠(d) aflată în opoziție a controlat în mare măsură Congresul în afacerile interne din 1937 până în 1964.
Roosevelt susținea ideea creării unui Partid Democrat progresist care să-i ademenească pe progresiștii din Partidul Republican. El făcuse, într-adevăr, apel la republicanii progresiști să susțină programele New Deal. După cum observa un istoric însă, existau niște limite la „cât de departe va merge Roosevelt pentru a forma un partid progresist unificat. El nu a susținut activ candidații progresiști pentru Senat și Cameră dacă progresistul era republican.

## Rezumatul primului și celui de al doilea programNew Deal
Primul New Deal (1933–1934) trata presanta criză presantă prin legea de urgență a băncilor și legea bancară din 1933. Administrația Federală pentru Ajutoare de Urgență (FERA) a oferit 500 de milioane de dolari ( 9,47 miliarde de dolari astăzi) pentru operațiuni de ajutorare a statelor și orașelor, în timp ce efemera CWA le-a oferit localnicilor bani pentru a derula proiecte de creare de locuri de muncă din 1933 până în 1934.  Securities Act din 1933 a fost adoptată pentru a preîntâmpina o nouă prăbușire a bursei de valori. Controversata activitate a Administrației Naționale de Recuperare (NRA) a făcut și ea parte din primul New Deal.
Al doilea New Deal din 1935–1936 a cuprins Legea națională a relațiilor de muncă menită să protejeze organizarea sindicală, programul de ajutorare al Works Progress Administration (WPA) (care a făcut din guvernul federal cel mai mare angajator din țară), Legea asigurărilor sociale și noi programe de ajutorare a fermierilor și a lucrătorilor migranți. Ultimele elemente majore ale legislației New Deal au fost înființarea Autorității pentru Locuințe a Statelor Unite ale Americii și a FSA, ambele în 1937; și Legea privind standardele echitabile de muncă din 1938, care a stabilit programe maxime de lucru și salarii minime pentru majoritatea categoriilor de angajați. FSA a fost și una dintre autoritățile de supraveghere ale Administrației de Reconstrucție din Puerto Rico, care a administrat eforturile de ajutorare a cetățenilor portoricani afectați de Marea Criză.
Criza economică din 1937-1938⁠(d) și puternicele disensiuni dintre Federația Americană a Muncii (AFL) și sindicatele Congresului Organizațiilor Industriale (CIO) au dus la mari victorii ale republicanilor în Congres în 1938. Republicanii și democrații conservatori din Congres s-au alăturat informalei coaliții conservatoare. Până în 1942–1943, ei au închis programe de ajutorare precum WPA și CCC și au blocat principalele propuneri progresiste. Consemnând compoziția noului Congres, un studiu a susținut că:
„Congresul care s-a întrunit în ianuarie 1939 era destul de diferit de oricare din cele cu care trebuise Roosevelt să se confrunte până atunci. Deoarece toate pierderile democraților surveniseră în nord și vest, și în special în state precum Ohio și Pennsylvania, sudiștii au dobândit o poziție mult mai puternică. Camera conținea 169 de democrați nesudiști, 93 de democrați sudiști, 169 de republicani și 4 reprezentanți ai altor partide. Pentru prima dată, Roosevelt nu putea forma o majoritate fără ajutorul unor sudiști sau republicani. În plus, președintele s-a văzut nevoit să se confrunte cu mai mulți senatori care, după ce reușiseră să reziste epurării, nu-i mai datorau nimic. Majoritatea observatorilor au fost de acord, așadar, că președintele ar putea în cel mai bun caz să spere să consolideze, dar cu siguranță nu să extindă New Deal. James Farley credea că cea mai înțeleaptă cale a lui Roosevelt ar fi „să cizeleze detaliile, să întărească și să îmbunătățească lucrurile pe care le are deja, dar să nu încerce să înceapă ceva nou”. În orice caz, Farley a prezis că Congresul va renunța la mare parte din programul lui Roosevelt.”
Cu toate acestea, Roosevelt și-a îndreptat atenția asupra efortului de război și a câștigat realegerea în 1940–1944. În plus, Curtea Supremă a declarat neconstituționale NRA și prima versiune a Legii agricole de ajustare a agriculturii⁠(d) (AAA), dar AAA a fost rescrisă și apoi adoptată. Președintele republican Dwight D. Eisenhower (1953–1961) a lăsat New Deal în mare parte intact, extinzându-l chiar în unele zone. În anii 1960, Great Society⁠(d) a lui Lyndon B. Johnson a folosit New Deal ca inspirație pentru o dramatică extinderea programelor progresiste, pe care republicanul Richard Nixon le-a păstrat în general. Cu toate acestea, după 1974, solicitările de dereglementare a economiei au câștigat sprijin bipartizan. Reglementările New Deal în domeniul bancar (Legea Glass–Steagall⁠(d)) a durat până când a fost suspendată în anii 1990.
Mai multe organizații create de programele New Deal rămân active, printre cele care operează sub numele originare numărându-se Federal Deposit Insurance Corporation (FDIC), Federal Crop Insurance Corporation (FCIC), Federal Housing Administration (FHA) și Tennessee Valley Authority (TVA). Cele mai mari programe care încă există astăzi sunt Sistemul de Asigurare Socială⁠(d) și Comisia pentru Valori Mobiliare și Schimb (SEC).

## Originile

### Colapsul economic (1929–1933)

PIB real anual al SUA între 1910 și 1960, cu anii Marii Crize (1929–1939) evidențiați

între 1910 și 1960, cu anii Marii Crize Economice (1929–1939) evidențiați (datele sigure încep din 1939)

Din 1929 până în 1933 producția industrială a scăzut cu o treime, ceea ce economistul Milton Friedman a numit Marea Contracție⁠(d). Prețurile au scăzut cu 20%, provocând o deflație care a făcut mult mai dificilă rambursarea datoriilor. Șomajul în Statele Unite⁠(d) a crescut de la 4% la 25%. În plus, o treime din toți angajații au fost retrogradați la muncă cu normă parțială pe salarii mult reduse. În total, aproape 50% din forța de muncă umană din țară rămânea nefolosită.
Înainte de New Deal, depozitele bancare din SUA nu erau „garantate” de guvern. Când mii de bănci s-au închis, deponenții au pierdut temporar accesul la banii lor; cele mai multe dintre fonduri au fost în cele din urmă restaurate, dar au existat incertitudine și panică. Statele Unite nu aveau nicio plasă națională de siguranță, nicio asigurare publică de șomaj și nicio formă de asistență socială. Ajutorul pentru săraci era responsabilitatea familiilor, a organizațiilor de caritate private și a guvernelor locale, dar pe măsură ce condițiile s-au înrăutățit de la an la an, cererea a crescut vertiginos, iar resursele lor combinate au scăzut din ce în ce mai mult sub necesar.
Criza devastase psihologic țara. În ziua când Roosevelt depunea jurământul la prânz, pe 4 martie 1933, toți guvernatorii de stat autorizaseră oprirea lucrului băncilor cu publicul sau restricționarea retragerilor — mulți americani aveau puțin sau deloc acces la conturile lor bancare. Veniturile fermelor scăzuseră cu peste 50% din 1929. Între 1930 și 1933, au fost executate datoriile din 844.000 de credite ipotecare neagricole, dintr-un total de cinci milioane. Liderii politici și de afaceri se temeau de revoluție și anarhie. Joseph P. Kennedy, Sr.⁠(d), care rămăsese bogat în timpul Crizei, a declarat după mulți ani că „în acele zile am simțit și am spus că aș fi dispus să mă despart de jumătate din ceea ce aveam dacă aș putea fi sigur că voi păstra, în lege și ordine, cealaltă jumătate”.

### Campania
Sintagma „New Deal” a fost inventată de un consilier al lui Roosevelt, Stuart Chase⁠(d), care a folosit A New Deal ca titlu pentru un articol publicat în revista progresistă The New Republic⁠(d) cu câteva zile înainte de discursul lui Roosevelt. Redactorul de discursuri Rosenman a adăugat-o în proiectul său de discurs al lui FDR în ultimul moment.

După ce a acceptat nominalizarea democraților⁠(d) pentru președinte din 1932, Roosevelt a promis „o nouă înțelegere pentru poporul american”, spunând:
„În toată țara, bărbați și femei, uitați în filosofia politică a Guvernului, caută aici la noi îndrumare și o oportunitate mai echitabilă de a lua parte la distribuirea avuției naționale... Mă angajez într-o nouă înțelegere pentru poporul american. Aceasta este mai mult decât o campanie politică. Este o chemare la arme.”—Franklin Delano Roosevelt, 

## PrimulNew Deal(1933–1934)
Roosevelt a preluat funcția fără un set specific de planuri pentru a face față Marii Crize — așa că a improvizat pe masură ce Congresul asculta o varietate foarte mare de voci. Printre consilierii lui Roosevelt, cei mai celebri consilieri a fost un „Brain Trust⁠(d)” (trust al creierelor) informal, un grup care avea tendința de a vedea cu ochi buni intervenția pragmatică a guvernului în economie. Alegerea sa pentru funcția de secretar al muncii⁠(d), Frances Perkins⁠(d), a influențat foarte mult inițiativele sale. Lista de priorități pe care a enunțat-o dacă ar accepta postul ilustrează: „săptămâna de muncă de patruzeci de ore, salariu minim pe economie, asigurare pentru accidente de muncă⁠(d), asigurare socială de șomaj⁠(d), o lege federală care interzice munca copiilor, ajutor federal direct pentru reducerea șomajului, asigurări sociale⁠(d), revitalizarea angajărilor în serviciul public și asigurări de sănătate”.
Politicile New Deal s-au bazat pe multe idei diferite propuse la începutul secolului al XX-lea. Procurorul general adjunct Thurman Arnold⁠(d) a condus eforturile care făceau apel la o tradiție anti-monopol înrădăcinată în politica americană de figuri precum Andrew Jackson și Thomas Jefferson. Judecătorul de la Curtea Supremă Louis Brandeis, un consilier influent al multor newdealeri, a susținut că „mărimea” (referindu-se, probabil, la corporații) este o forță economică negativă, care dă naștere la risipă și ineficiență. Cu toate acestea, grupul anti-monopol nu a avut niciodată un impact major asupra politicii New Deal. Alți lideri precum Hugh S. Johnson⁠(d) de la NRA au preluat idei de la administrația Woodrow Wilson, susținând tehnici folosite pentru mobilizarea economiei pentru Primul Război Mondial. Ei au adus idei și experiență din controalele guvernamentale și din alocările bugetare din anii 1917–1918. Alți planificatori New Deal au reînviat experimentele sugerate în anii 1920, cum ar fi TVA. „Primul New Deal” (1933–1934) a cuprins propunerile oferite de un spectru larg de grupuri (nu însă și ale Partidului Socialist⁠(d), a cărui influență a fost aproape distrusă). Această primă fază din New Deal s-a caracterizat și printr-un conservatorism fiscal și prin experimentarea cu mai multe remedii diferite, uneori contradictorii, pentru bolile economiei.
Roosevelt a creat zeci de noi agenții. Ele sunt în mod tradițional și de obicei cunoscute americanilor după inițialele lor alfabetice.

### Primele 100 de zile (1933)
Poporul american era, în general, extrem de nemulțumit de economia care se prăbușea, de șomajul în masă, de salariile și profiturile în scădere și, în special, de politicile lui Herbert Hoover, cum ar fi Legea taxelor Smoot-Hawley⁠(d) și Legea Veniturilor din 1932⁠(d). Roosevelt a intrat în funcție cu un capital politic⁠(d) enorm. Americanii de toate convingerile politice cereau acțiuni imediate, iar Roosevelt a răspuns cu o serie remarcabilă de noi programe în „prima sută de zile” de administrație, în care s-a întâlnit cu Congresul timp de 100 de zile. În acele 100 de zile de legiferare, Congresul a dat curs tuturor solicitărilor venite de la Roosevelt și a adoptat câteva programe (cum ar fi Corporația pentru Asigurarea Depozitelor Federale pentru a asigura conturile bancare) cărora el li se opunea. De atunci, președinții au început să fie evaluați prin comparație cu Roosevelt pentru ceea ce au realizat în primele 100 de zile. Walter Lippmann a făcut celebra remarcă:
„La sfârșitul lui februarie, eram o adunătură de gloate și facțiuni dezlânate și panicate. În suta de zile din martie până în iunie, am redevenit o națiune organizată încrezătoare în puterile sale de a-și aduce propria siguranță și de a-și controla propriul destin.”
Economia a ajuns la minim în martie 1933 și apoi a început să crească din nou. Indicatorii economici arată că economia a atins punctul cel mai scăzut în primele zile ale lunii martie, apoi a început o redresare ascendentă constantă, bruscă. Astfel, Indicele Producției Industriale, al Rezervei Federale, scăzuse la cel mai scăzut punct de 52,8 în iulie 1932 (cu 1935–1939 = 100) și a rămas practic neschimbat la 54,3 în martie 1933. Cu toate acestea, până în iulie 1933 a atins 85,5, o revenire dramatică de 57% în patru luni. Recuperarea a fost constantă și puternică până în 1937. Cu excepția ocupării forței de muncă, economia a depășit până în 1937 nivelurile de la sfârșitul anilor 1920. Recesiunea din 1937⁠(d) a fost una temporară. Ocuparea forței de muncă în sectorul privat, în special în industria prelucrătoare, a revenit la nivelul anilor 1920, dar nu a reușit să avanseze mai mult până la război. Populația SUA era de 124.840.471 în 1932 și 128.824.829 în 1937, o creștere de 3.984.468. Raportul dintre aceste cifre, înmulțit cu numărul de locuri de muncă din 1932, înseamnă că ar fi fost nevoie de încă 938.000 de locuri de muncă în 1937, pentru a menține același nivel de ocupare.

#### Politica fiscală
Legea economiei⁠(d), elaborată de directorul de buget Lewis Williams Douglas⁠(d), a fost adoptată la 15 martie 1933. Ea propunea echilibrarea bugetului federal „obișnuit” (fără urgențe) prin reducerea salariilor angajaților guvernamentali și reducerea pensiilor veteranilor cu cincisprezece procente. S-au economisit 500 de milioane de dolari pe an iar acerbii critici ai deficitului bugetar, cum era Douglas, au fost astfel asigurați că noul președinte era totuși conservator din punct de vedere fiscal. Roosevelt susținea că există două bugete: bugetul federal „obișnuit”, pe care l-a echilibrat; și bugetul de urgență, care era necesar pentru a combate criza. Acesta avea voie să fie temporar dezechilibrat.
Roosevelt favoriza inițial echilibrarea bugetului, dar în curând s-a trezit cu deficite de cheltuieli cauzate de finanțarea numeroaselor sale programe. Cu toate acestea – respingând distincția dintre bugetul regulat și bugetul de urgență – Douglas și-a dat demisia în 1934 și a devenit un critic deschis al New Dealului. Roosevelt s-a opus cu fermitate Legii Bonificațiilor⁠(d) care oferea veteranilor din Primul Război Mondial un bonus în numerar. În cele din urmă, Congresul a trecut peste vetoul său în 1936, iar Trezoreria a distribuit 1,5 miliarde de dolari sub formă de beneficii sociale bonus la 4 milioane de veterani chiar înainte de alegerile din 1936.
New Dealerii nu au acceptat niciodată argumentul keynesian al cheltuielilor guvernamentale ca mijloc de recuperare. Majoritatea economiștilor epocii, ca și Henry Morgenthau⁠(d) de la Departamentul Trezoreriei, respingeau soluțiile keynesiene și favorizau bugetele echilibrate.

#### Reforma bancară

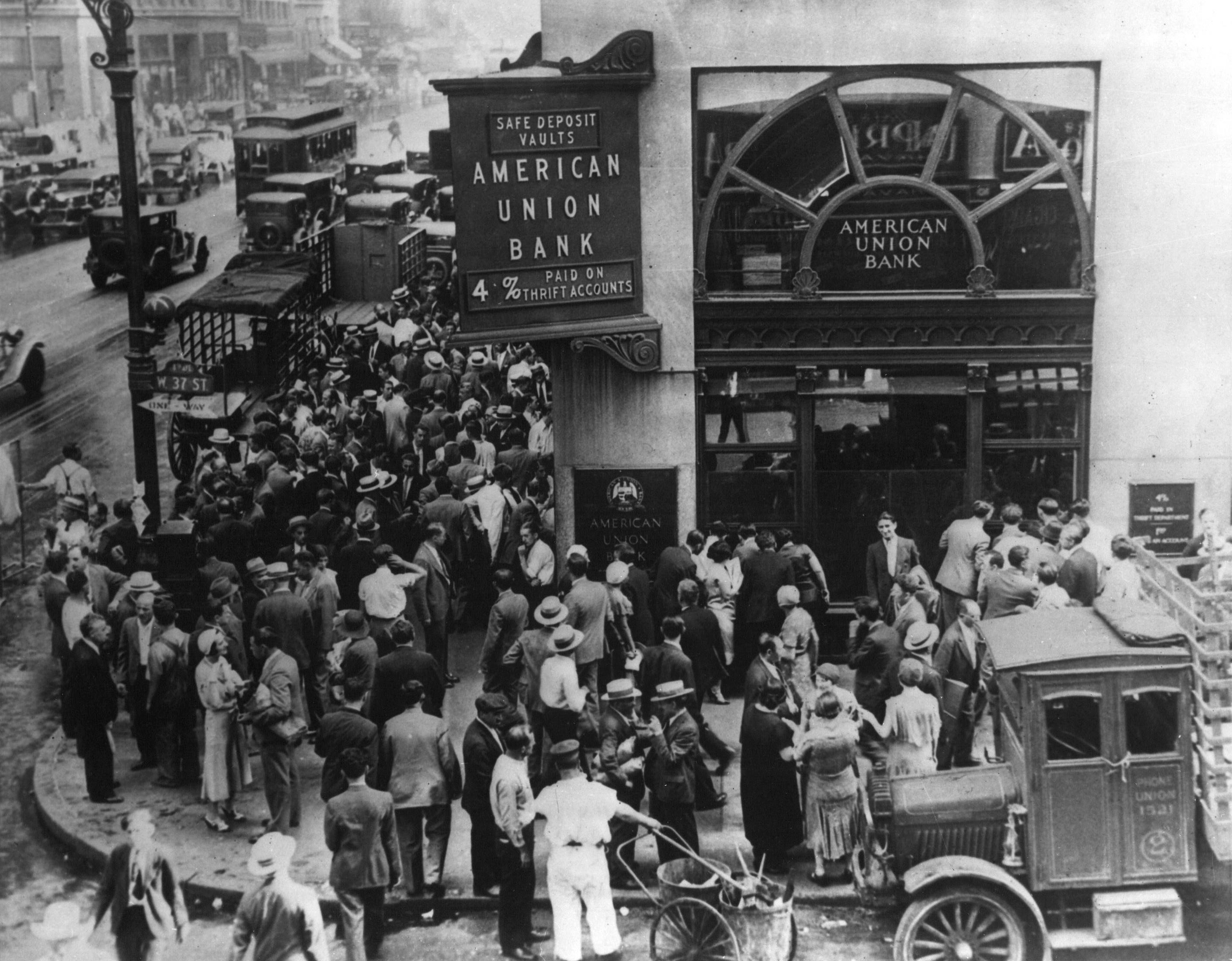
Mulțimea adunată la Banca American Union din New York în timpul unei la începutul Marii Crize

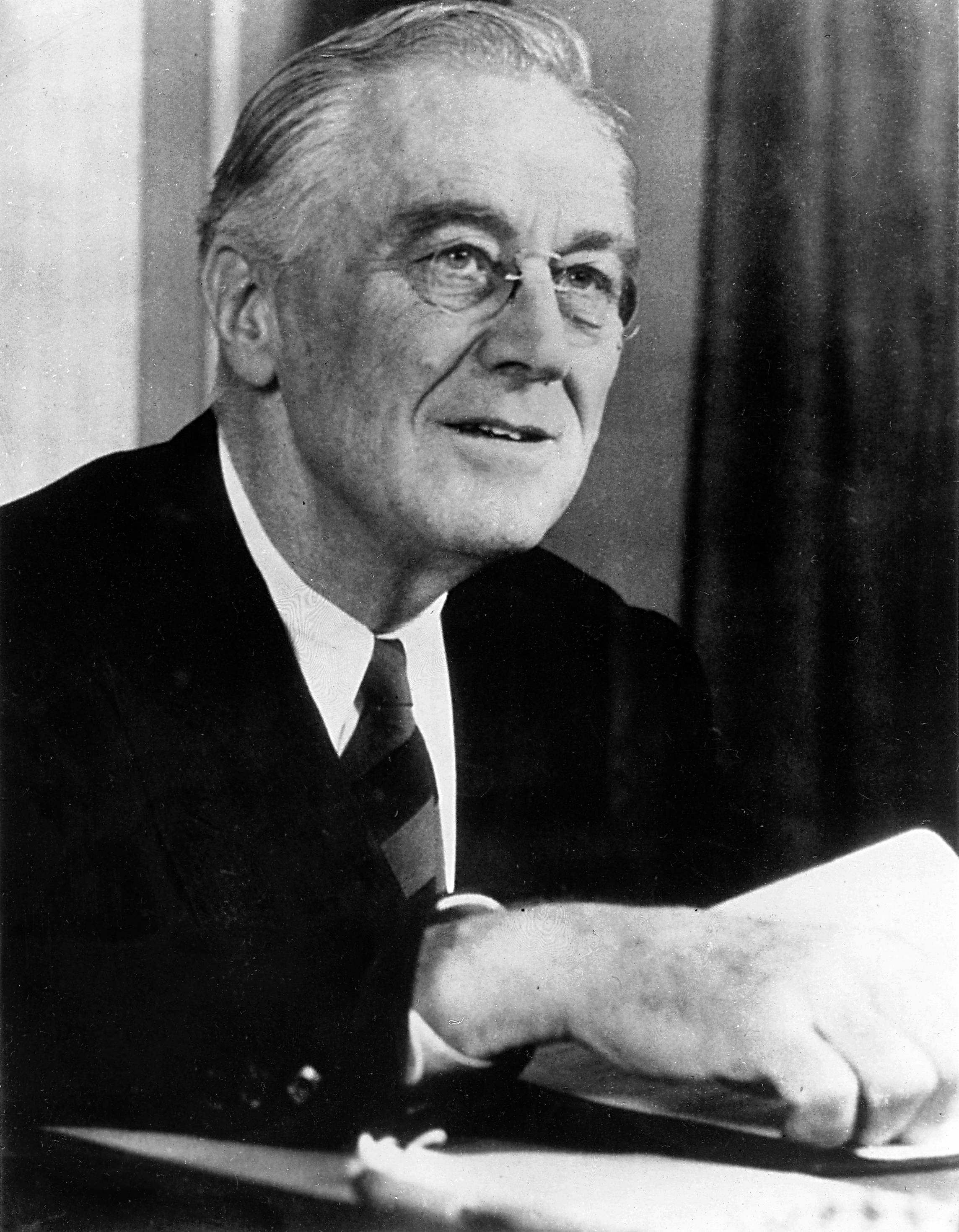
Personalitatea publică debordantă a lui Roosevelt, transmisă prin afirmația lui că „singurul lucru de care avem să ne temem este frica însăși” și discuțiile lui „lângă foc” de la radio au făcut multe pentru a restaura încrederea națiunii

La începutul Marii Crize, economia a fost destabilizată de falimentele băncilor urmate de crize ale creditării⁠(d). Motivele inițiale au fost pierderile substanțiale din sectorul bancar de investiții, urmate de retrageri în masă ale depozitelor. Acestea apar atunci când un număr mare de clienți își retrag depozitele deoarece cred că banca ar putea deveni insolvabilă. Pe măsură ce avansau aceste retrageri în masă, fundamentul lor devenea o profeție care se auto-împlinește⁠(d): pe măsură ce mai mulți oameni își retrăgeau depozitele, probabilitatea de default creștea și acest lucru încuraja și mai multe retrageri de depozite.
Milton Friedman și Anna Schwartz⁠(d) au afirnat că hemoragia de bani din sistemul bancar a cauzat o scădere a ofertei monetare, obligând economia să se restrângă. Pe măsură ce creditul și activitatea economică se diminuau, urma deflația prețurilor, care a provocat o nouă contracție economică cu impact dezastruos asupra băncilor. Între 1929 și 1933, 40% din toate băncile (9.490 din 23.697 bănci) au dat faliment. O mare parte din pagubele economice ale Marii Crize au fost cauzate direct de retragerile masive ale depozitelor.
Herbert Hoover se gândise deja la o închidere temporară a băncilor pentru a împiedica alte retrageri în masă, dar respingea ideea pentru că îi era teamă să nu incite la panică. Cu toate acestea, Roosevelt a susținut o cuvântare la radio, ținută în atmosfera unei discuții lângă foc⁠(d). El a explicat publicului în termeni simpli cauzele crizei bancare, ce va face guvernul și cum ar putea populația să ajute. A oprit lucrul cu publicul la toate băncile din țară și le-a ținut pe toate închise până s-a putut adopta o nouă legislație.
La 9 martie 1933, Roosevelt a trimis Congresului Legea Bancară de Urgență⁠(d), elaborată în mare parte de consilierii cei mai importanți ai lui Hoover. Legea a fost adoptată și promulgată în aceeași zi. Acesta prevedea un sistem de redeschidere a băncilor consolidate sub supravegherea Trezoreriei, cu împrumuturi federale disponibile dacă este necesar. Trei sferturi din băncile din Sistemul Rezervei Federale s-au redeschis în următoarele trei zile. Miliarde de dolari în valută tezaurizată și aur au revenit în ele într-o lună, stabilizând astfel sistemul bancar. Până la sfârșitul anului 1933, 4.004 bănci locale mici au fost închise definitiv și absorbite de bănci mai mari. Depozitele lor totalizau 3,6 miliarde de dolari. Deponenții au pierdut 540 de milioane de dolari (echivalent cu $10.225.295.630 in 2017) și în cele din urmă au primit în medie 85 de cenți la fiecare dolar depus.
Legea Glass-Steagall⁠(d) a limitat activitățile băncilor comerciale privind valorile mobiliare și afilierile dintre băncile comerciale și firmele de valori mobiliare pentru reglementarea speculațiilor. De asemenea, ea a înființat Corporația Federală pentru Asigurarea Depozitelor⁠(d) (FDIC), care asigura depozite de până la 2.500 de dolari, punând capăt riscului de retrageri masive ale depozitelor. Această reformă bancară a adus o stabilitate fără precedent, deoarece în anii 1920 falimentau peste cinci sute de bănci pe an, iar după 1933 acest nivel a scăzut la mai puțin de zece bănci pe an.

#### Reforma monetară
Conform standardului aur, Statele Unite au păstrat dolarul convertibil în aur. Rezerva Federală ar fi trebuit să execute o politică monetară expansionistă pentru a lupta împotriva deflației și pentru a injecta lichiditate în sistemul bancar pentru a preveni prăbușirea acestuia — dar ratele dobânzilor mai scăzute ar fi dus la pierderi importante de aur. În conformitate cu standardul aur, țările cu mecanismul de flux prețuri-monedă care pierdeau aur, dar doreau totuși să mențină standardul aur, erau nevoite să permită ca oferta lor monetară să scadă și nivelul prețurilor interne să scadă (deflație). Atâta timp cât Rezerva Federală a trebuit să apere paritatea în aur a dolarului, era obligată să rămână inactivă în timp ce sistemul bancar se prăbușea.
În martie și aprilie, printr-o serie de legi și ordine executive, guvernul a suspendat standardul aur. Roosevelt a oprit fluxul de aur interzicând exporturile de aur, cu excepția celor permise de Trezorerie. Oricine deținea cantități semnificative de monede de aur era mandatat să le schimbe cu prețul fix existent de dolari SUA. Trezoreria nu mai dădea aur pentru dolari și aurul nu avea să mai fie considerat mijloc legal de plată⁠(d) valabil pentru datoriile din contractele private și publice.
Dolarului i s-a permis să fluctueze liber pe piețele valutare, fără un preț garantat al aurului. Odată cu adoptarea Legii Rezervei de Aur în 1934, prețul nominal al aurului a fost modificat de la 20,67 la 35 de dolari per uncie troy. Aceste măsuri au permis Rezervei Federale să mărească cantitatea de monedă aflată în circulație la nivelul de care avea nevoie economia. Răspunsul imediat al piețelor la suspendare a fost unul bun, în speranța că scăderea prețurilor se va termina în sfârșit. În eseul ei „Ce a pus capăt Marea Crize?” (1992), Christina Romer⁠(d) a susținut că această politică a crescut producția industrială cu 25% până în 1937 și cu 50% până în 1942.

#### Legea privind valorile mobiliare din 1933
Înainte de crahul de pe Wall Street din 1929, titlurile de valoare nu erau reglementate la nivel federal. Nici măcar firmele ale căror valori mobiliare erau tranzacționate public nu publicau rapoarte regulate sau, mai rău, publicau rapoarte destul de înșelătoare bazate pe date selectate în mod arbitrar. Pentru a evita o nouă prăbușire, a fost adoptată Legea privind valorile mobiliare din 1933. Aceasta a impus dezvăluirea bilanțului, a balanței de profit și pierdere, precum și a numelor și compensațiilor funcționarilor corporativi pentru firmele ale căror valori mobiliare erau tranzacționate. În plus, rapoartele trebuiau verificate de auditori independenți. În 1934, a fost înființată Comisia pentru Bursă și Valori Mobiliare a SUA pentru a reglementa piața de valori și a preveni abuzurile legate de raportarea corporativă și vânzarea de valori mobiliare.

#### Abrogarea prohibiției
Într-o măsură care a strâns un sprijin popular substanțial pentru politica sa de New Deal, Roosevelt a decis să pună capăt uneia dintre cele mai dezbinante probleme culturale ale anilor 1920. El a semnat proiectul de lege pentru legalizarea producției și vânzării de alcool, măsură provizorie în așteptarea abrogarii prohibiției, pentru care era necesar, și în curs de adoptare, un amendament constituțional de abrogare (al 21-lea) era deja în proces. Amendamentul de abrogare a fost ratificat mai târziu, în 1933. Statele și municipalitățile au obținut noi surse de venituri suplimentare, iar Roosevelt și-a asigurat popularitatea în special în orașe și zonele etnice prin legalizarea alcoolului.
Ajutorarea a fost efortul imediat de a ajuta o treime din populație care era cel mai grav afectată de criză. Ajutoarele erau menite și să ofere ajutor temporar americanilor suferinzi și șomeri. Bugetele locale și de stat au fost reduse drastic din cauza scăderii veniturilor fiscale, dar programele New Deal au fost folosite nu doar pentru a angaja șomeri, ci și pentru a construi școli, clădiri municipale, instalații de apă, canalizare, străzi și parcuri necesare în funcție de nevoile locale. În timp ce bugetele obișnuite ale Armatei și Marinei au fost reduse, Roosevelt a jonglat cu fondurile de ajutorare pentru a le asigura și lor solicitările. Toate taberele CCC erau conduse de ofițeri de armată, ale căror salarii proveneau din bugetul de ajutorare. PWA a construit numeroase nave de război, inclusiv două portavioane; banii proveneau de la agenția PWA. PWA a construit și avioane de război, în timp ce WPA a construit baze militare și aerodromuri.

#### Lucrări publice
Pentru a asista revenirea economiei și a reduce șomajul, NIRA a înființat Administrația Lucrărilor Publice⁠(d) (PWA), un mare program de investiții în lucrări publice, care a organizat și a furnizat fonduri pentru construirea de lucrări utile, cum ar fi clădiri guvernamentale, aeroporturi, spitale, școli, drumuri, poduri și baraje. Din 1933 până în 1935, PWA a plătit 3,3 miliarde de dolari unor companii private pentru a construi 34.599 de proiecte, multe dintre ele destul de mari. NIRA conținea și o prevedere pentru „construirea, reconstruirea, modificarea sau repararea sub reglementare sau control public a proiectelor de locuințe cu prețuri reduse și de curățare a mahalalelor”.
Mulți șomeri au fost puși să muncească sub guvernarea lui Roosevelt la o varietate de proiecte de lucrări publice finanțate de guvern, inclusiv construirea de poduri, aeroporturi, baraje, oficii poștale, spitale și sute de mii de kilometri de drum. Prin reîmpădurire și controlul inundațiilor, aceștia au recuperat milioane de hectare de sol afectate de eroziune și devastare. După cum a menționat un autor, New Deal a lui Roosevelt „a fost literalmente imprimată în peisajul american”.

#### Programe agricole și rurale
Zona rurală a SUA a avut o prioritate ridicată pentru Roosevelt și pentru energicul său secretar al agriculturii, Henry A. Wallace. Roosevelt credea că redresarea economică deplină depinde de redresarea agriculturii și creșterea prețului fermelor era un instrument major, chiar dacă însemna prețuri mai mari la alimente pentru săracii care trăiau în orașe.
Mulți oameni din mediul rural trăiau într-o sărăcie severă, în special în Sud. Printre programele majore adresate nevoilor acestora se numără Administrația pentru Relocare (RA), Administrația pentru Electrificare Rurală (REA), proiecte de servicii publice rurale sponsorizate de WPA, Administrația Națională pentru Tineret (NYA), Serviciul Silvic și Corpul Civil de Conservare (CCC), inclusiv mesele de prânz la școală, construirea de noi școli, deschiderea drumurilor în zonele izolate, reîmpădurirea și achiziționarea de terenuri marginale pentru expansiunea pădurilor naționale.
În 1933, administrația Roosevelt a lansat Autoritatea Văii Tennessee⁠(d), un proiect care a implicat planificarea construcției de baraje la o scară fără precedent pentru reducerea inundațiilor, generarea de electricitate și modernizarea fermelor sărace din regiunea văii râului Tennessee⁠(d) din Sudul Statelor Unite. Conform Legii de Ajutorare a Fermierilor din 1933, guvernul a plătit compensații fermierilor care reduceau producția, crescând astfel prețurile. Datorită acestei legislații, venitul mediu al fermierilor aproape că s-a dublat până în 1937.
În anii 1920, producția agricolă a crescut dramatic datorită mecanizării, insecticidelor mai puternice și utilizării sporite a îngrășămintelor. Din cauza unei supraproducții⁠(d) de produse agricole, fermierii s-au confruntat cu o criză agricolă severă și cronică pe tot parcursul anilor 1920. Marea Criză a înrăutățit și mai mult crizele agricole și, la începutul anului 1933, piețele agricole au fost aproape de colaps. Prețurile fermelor erau atât de mici încât în Montana grâul putrezea pe câmpuri pentru că recoltarea lui nu mai era profitabilă. În Oregon, oile au fost sacrificate și lăsate să putrezească, deoarece prețurile cărnii nu erau suficient de mari pentru a acopri nici măcar distribuția către piețe.
Roosevelt s-a implicat mult în problemele legate de agricultură și credea că adevărata prosperitate nu se va întoarce până când agricultura va fi prosperă. Fermierilor li s-au dedicat multe programe diferite. În primele 100 de zile s-a adoptat Legea privind securitatea fermelor, cu scopul de a crește veniturile fermelor prin creșterea prețurilor pe care fermierii le primeau, ceea ce s-a realizat prin reducerea producției agricole totale. Legea de ajustare a agriculturii⁠(d) a înființat Administrația pentru Ajustarea Agriculturii⁠(d) (AAA) în mai 1933. Legea reflecta revendicările liderilor organizațiilor agricole majore (în special Farm Bureau⁠(d)) și dezbaterile dintre consilierii agricoli ai lui Roosevelt, cum ar fi secretarul pentru agricultură Henry A. Wallace, ML Wilson, Rexford Tugwell și George Peek.
AAA și-a propus să crească prețurile mărfurilor prin penurie artificială⁠(d). AAA a folosit un sistem de alocări interne, stabilind producția totală de porumb, bumbac, produse lactate, carne de porc, orez, tutun și grâu. Fermierii înșiși au avut un cuvânt de spus în procesul de folosire a guvernului în folosul veniturilor lor. AAA le-a plătit proprietarilor de terenuri subvenții pentru a lăsa o parte din terenuri necultivate și nefolosite, fondurile provenind dintr-o nouă taxă pe procesarea alimentelor. Pentru a ține sus prețurile la fermă până la „paritate”, 40.000 km² de teren cultivat cu bumbac în creștere a fost arat, culturi mănoase au fost lăsate să putrezească și șase milioane de purcei au fost sacrificați.
Ideea a fost de a oferi fermierilor o „valoare de schimb justă” pentru produsele lor în raport cu economia generală („nivel de paritate”). Veniturile agricole și veniturile populației generale și-au revenit rapid de la începutul anului 1933. Prețurile alimentelor au rămas cu mult sub vârful din 1929. AAA a stabilit un rol federal important și de lungă durată în planificarea întregului sector agricol al economiei și a fost primul program de o asemenea amploare pentru agricultura greu încercată. AAA viza la început proprietarii de terenuri și, prin urmare, nu prevedea nimic pentru arendași sau muncitori agricoli care puteau deveni astfel șomeri.
Un sondaj Gallup publicat în The Washington Post a arătat că majoritatea publicului american se opunea AAA. În 1936, Curtea Supremă a declarat AAA neconstituțională⁠(d), afirmând că „un plan legal pentru a reglementa și controla producția agricolă, [este] o chestiune dincolo de competențele delegate guvernului federal”. AAA a fost înlocuit cu un program similar care a obținut aprobarea Curții. În loc să plătească fermierii pentru că lăsau terenurile necultivate, acest program îi subvenționa să planteze de culturi care îmbogățeau solul, cum ar fi lucerna, care nu erau destinate vânzării pe piață. Reglementările federale asupra producției agricole au fost modificate de multe ori de atunci, dar, împreună cu subvențiile mari, sunt încă în vigoare și astăzi.
Sub Roosevelt s-au introdus și o serie de alte măsuri care au afectat zonele rurale. Legea Executării Silite a Fermelor din 1934 prevedea, de exemplu, reducerea datoriilor și răscumpărarea fermelor executate silit, în timp ce Legea Gospodăriilor din 1934 a liberalizat cerințele privind rezidența în gospodării. Legea Cercetării Agricole din 1935 a inclus diverse prevederi, cum ar fi dezvoltarea cooperativei de extindere a agriculturii, în timp ce Legea Schimbului de Valori din 1936 permitea „Corporației de Credit Valutar să servească mai bine nevoile fermierilor pe o piață ordonată și oferea credit și facilități pentru transportul excesului de la sezon la sezon.” În plus, Legea de Amendare a Ipotecilor Fermelor din 1936 a autorizat Corporația pentru Finanțarea Reconstrucției să acorde împrumuturi organizațiilor teritoriale pentru drenare, îndiguire și irigații, în timp ce, în conformitate cu Legea pentru Conservarea Solului și Alocare Internă din 1936, au fost autorizate plăți către fermieri pentru a încuraja conservarea.
Legea Arendei Bankhead–Jones din 1937 a fost ultima lege majoră din New Deal care viza agricultura. Ea înființa Administrația pentru Asigurarea Fermelor⁠(d) (FSA, Farm Security Administration), care a înlocuit Administrația pentru Relocare.
Planul Bonurilor de Masă, un nou program major de asistență socială pentru cei săraci din mediul urban, a fost înființat în 1939 pentru a oferi oamenilor săraci bonuri de masă pe care le puteau folosi pentru a cumpăra alimente de la magazinele cu amănuntul. Programul s-a încheiat în timpul prosperității din timpul războiului în 1943, dar a fost repus în funcțiune în 1961. A rezistat până în secolul al XXI-lea cu puține controverse, deoarece s-a văzut că avantajează săracii din orașe, producătorii de alimente, vânzătorii en gros și cu amănuntul, precum și fermierii, astfel că a câștigat sprijinul atât din partea congresmenilor progresiști, cât și a celor conservatori. În 2013, activiștii Tea Party din Cameră au încercat totuși să pună capăt programului, cunoscut acum sub numele de Programul de asistență pentru nutriție suplimentară, în timp ce Senatul lupta pentru a-l păstra.

### Redresarea
Redresarea a fost efortul de restabilire a economiei la niveluri normale prin numeroase programe. După majoritatea indicatorilor economici, acest obiectiv a fost atins până în 1937, cu excepția șomajului, care a rămas la valori mari până la începutul celui de al Doilea Război Mondial. Redresarea a fost concepută pentru a ajuta economia să revină după criză. Istoricii economiei în frunte cu Price Fishback au examinat impactul cheltuielilor New Deal asupra îmbunătățirii condițiilor de sănătate în cele mai mari 114 orașe, 1929–1937. Ei au estimat că fiecare 153.000 de dolari (la valoarea din 1935, sau 1,95 milioane de dolari în anul 2000) cheltuiți suplimentar pentru ajutorare au avut ca efect reducerea cu 1 a deceselor infantile, cu 1 a sinuciderilor și cu 2,4 a deceselor din cauza bolilor infecțioase.

#### Campania „Vulturul albastru” a NRA

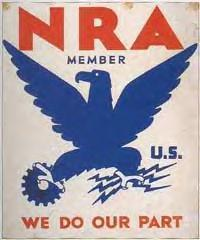
Vulturul albastru al

Ocuparea forței de muncă în producție în SUA între 1920 și 1940

Din 1929 până în 1933, economia industrială a suferit de un cerc vicios al deflației. Din 1931, Camera de Comerț a SUA⁠(d), vocea afacerilor organizate din țară, a promovat o schemă anti-deflaționistă care să permită asociațiilor comerciale să coopereze în carteluri încurajate de guvern pentru a stabiliza prețurile în industriile lor. Deși legile antitrust existente interziceau în mod clar astfel de practici, în administrația Roosevelt, mediul de afaceri a găsit receptivitate.
Consilierii lui Roosevelt credeau că concurența excesivă și progresul tehnic au dus la supraproducție și la scăderea salariilor și a prețurilor, despre care credeau că au determinat scăderea cererii și a ocupării forței de muncă (deflație). El a susținut că pentru a remedia aceasta, este nevoie de o anume planificare economică din partea guvernului. Economiștii New Deal au susținut că concurența acerbă a rănit multe afaceri și că, având în vedere că prețurile au scăzut cu 20% și mai mult, „deflația” a exacerbat povara datoriilor și întârzia redresarea. Ei au respins o mișcare puternică în sânul Congresului pentru a limita săptămâna de lucru la 30 de ore. Soluția furnizată de ei în schimb, concepută în cooperare cu marile afaceri⁠(d), a fost Legea Națională de Refacere Industrială (National Industrial Recovery Act, NIRA). Acesta cuprindea fonduri de stimulare pe care WPA să le cheltuie și căuta să crească prețurile, să ofere mai multă putere de negociere⁠(d) sindicatelor (pentru ca muncitorii să poată cumpăra mai multe) și să reducă concurența dăunătoare.
În centrul NIRA se afla Administrația Națională pentru Refacere (National Recovery Administration, NRA), condusă de fostul general Hugh S. Johnson⁠(d), care fusese un înalt oficial economic în Primul Război Mondial. Johnson a cerut fiecărei instituții de afaceri din țară să accepte un „cod general” improvizat: un salariu minim între 20 și 45 de cenți pe oră, o săptămână de lucru maximă de 35-45 de ore și abolirea muncii copiilor. Johnson și Roosevelt au susținut că „codul general” ar crește puterea de cumpărare a consumatorilor și ar crește ocuparea forței de muncă. Pentru a mobiliza sprijinul politic în favoarea NRA, Johnson a lansat campania de publicitate „Vulturul albastru NRA” pentru a stimula ceea ce el numea „autoguvernarea industrială”. NRA a reunit lideri din fiecare industrie pentru a proiecta seturi specifice de coduri pentru industriile respective — cele mai importante prevederi erau nivelurile anti-deflaționiste minime sub care nicio companie nu vea voie să scadă prețurile sau salariile și acordurile privind menținerea forței de muncă și a producției. Într-un timp remarcabil de scurt, NRA a anunțat acorduri din aproape fiecare industrie majoră din țară. Până în martie 1934, producția industrială era cu 45% mai mare decât în martie 1933.
Administratorul NRA, Hugh Johnson, dădea semne ale unor probleme mintale cauzate de  presiune extremă și volumul de muncă necesar pentru conducerea Administrației Naționale pentru Refacere. Johnson a pierdut puterea în septembrie 1934, dar și-a păstrat titlul. Roosevelt a înlocuit poziția lui cu un nou National Industrial Recovery Board, al cărui director executiv a fost numit Donald Richberg⁠(d).
La 27 mai 1935, NRA a fost considerată neconstituțională printr-o decizie unanimă a Curții Supreme a SUA în cazul ALA Schechter Poultry Corp. v. Statele Unite ale Americii⁠(d). După închiderea NRA, cotele din industria petrolului au fost stabilite de către Comisia Feroviară a Texasului prin legea federală a petrolului din 1935 a lui Tom Connally⁠(d), care garanta că nu se mai poate vinde petrolul obținut ilegal. Până la închiderea NRA, în mai 1935, peste 2 milioane de angajatori acceptaseră noile standarde stabilite de NRA, care introduseseră un salariu minim și o zi de muncă de opt ore⁠(d), împreună cu abolirea muncii copiilor. Aceste standarde au fost reintroduse prin legea privind standardele echitabile de muncă din 1938.

Istoricul William E. Leuchtenburg⁠(d) argumenta în 1963:
NRA se putea lăuda cu câteva realizări considerabile: a dat locuri de muncă pentru aproximativ două milioane de muncitori; a ajutat la oprirea unei reînnoiri a spiralei deflaționiste care aproape distrusese țara; a făcut ceva pentru a îmbunătăți etica în afaceri și a civiliza concurența; a stabilit un model național de programe de lucru maxime și salarii minime; și a desființat practic munca copiilor și relele condiții de muncă. Dar numai atât. A împiedicat înrăutățirea situației, dar nu a făcut destule pentru a accelera refacerea și, probabil, chiar a împiedicat-o de fapt prin sprijinul acordat restricționismului și creșterii prețurilor. NRA putea menține un sentiment de interes național împotriva intereselor private doar atâta timp cât prevala atmosfera de criză națională. Pe măsură ce aceasta s-a risipit, oamenii de afaceri cu minte restrictivă au ajuns într-o poziție decisivă de autoritate. Prin delegarea puterii asupra prețului și producției către asociațiile comerciale, NRA a creat o serie de guverne economice private.
În cadrul Primului New Deal s-au luat și alte măsuri în domeniul muncii. Legea Wagner-Peyser din 1933 a instituit un sistem național de oficii publice de ocupare a forței de muncă, în timp ce Legea Anti-Kickback din 1934 „a stabilit sancțiuni pentru angajatorii cu contracte guvernamentale care îi determină pe angajați să returneze orice parte din salariu la care au dreptul.” În același an, Legea Muncii Feroviare din 1926 a fost modificată „pentru a scoate în afara legii sindicatele de companie și clauzele antisindicale din contractele de muncă și a prevedea că majoritatea oricărei ramuri de activitate sau clase de angajați să stabilească cine îi va reprezenta în negocierile colective”. În iulie 1933, secretara pentru muncă Frances Perkins a susținut la Departamentul Muncii ceea ce a fost descris drept „o conferință de mare succes cu 16 consilii de stat privind salariul minim (unele state aveau legi privind salariul minim cu mult înainte de guvernul federal). În anul următor, ea a susținut o conferință de două zile despre legislația muncii la nivel de stat în care au fost reprezentate 39 de state. Potrivit unui studiu, „oficialii statelor prezenți au fost mulțumiți de faptul că Departamentul federal al Muncii și-a arătat interesul pentru problemele lor. Ei i-au cerut lui Perkins să facă din conferințele privind legislația muncii un eveniment anual. Ea a făcut acest lucru și a participat activ la ele în fiecare an până când a părăsit mandatul. Conferințele au continuat sub auspiciile Departamentului Muncii încă zece ani, timp în care și-au atins în mare măsură scopul de a îmbunătăți și standardiza legislația și administrația muncii la nivelul statelor.” Ca mijloc de a instituționaliza munca pe care a încercat să o realizeze cu aceste conferințe, Perkins a înființat Divizia pentru Standardele de Muncă (care mai târziu a primit denumirea de Oficiu) în 1934 ca agenție de servicii și centru de informare pentru guvernele statelor și alte agenții federale. Scopul său era de a promova (prin mijloace voluntare) condiții de muncă îmbunătățite, iar Divizia „a oferit multe servicii pe lângă faptul că a ajutat statele să facă față problemelor administrative”. Acesta a oferit, de exemplu, formare pentru inspectorii de fabrici și a atras atenția la nivel național „spre domeniul sănătății muncitorilor printr-o serie de conferințe despre silicoză. Această boală pulmonară larg răspândită a fost dramatizată de „Dezastrul Gauley Bridge”, în care sute de muncitori la un tunel au murit din cauză că au respirat aerului plin de silicați. Divizia a lucrat și cu sindicatele, al căror sprijin era necesar pentru adoptarea legislației muncii în state.”
Legea Muscle Shoals conținea diverse prevederi de interes pentru muncă, inclusiv rata salarială predominantă și compensarea muncitorilor. O rezoluție aprobată de Senat pe 13 iunie îl autoriza pe președinte să accepte calitatea de membru al Guvernului Statelor Unite în Organizația Internațională a Muncii, fără a-și asuma vreo obligație în temeiul pactului Ligii Națiunilor. Rezoluția a fost aprobată de Cameră la 16 iunie, cu un vot de 232 la 109. Legea publică nr. 448 a modificat legea pensiei în serviciul public al angajaților federali din 1930, așa cum s-a remarcat într-un studiu, „dând angajatului dreptul de a numi un beneficiar, indiferent de valoarea creditului său, fără a fi nevoie de numirea unui administrator.” Legea publică nr. 245 „prevedea dezvoltarea învățământului profesional în Statele Unite prin alocarea de fonduri pentru anii fiscali 1935, 1936 și 1937, în timp ce legea publică nr. 296 a modificat legea federală a falimentului cu garanții pentru muncitori. Legea publică nr. 349 prevedea tarife orare de plată pentru muncitorii suplinitori în serviciul poștal și credite de timp atunci când erau angajați ca muncitori obișnuiți, în timp ce legea publică nr. 461 a autorizat președintele să creeze o „industrie a închisorilor federale”, în care deținuții „care suferă răniri în timpul muncii prestate vor primi beneficii de compensare, limitată totuși la suma prevăzută în legea privind compensarea angajaților federali.” Legea publică nr. 467 a creat o lege federală a uniunii de credit, unul dintre scopurile principale ale cărei scop a fost de a pune la dispoziția persoanelor cu mijloace reduse un sistem de creditare în scopuri de siguranță. Pentru cei din Districtul Columbia, o lege privind ieșirile de incendiu pe anumite clădiri a fost modificată prin legea publică nr. 284.”

#### Sectorul locuințelor
New Deal a avut un impact important asupra domeniului locativ,  prin aceea că a extins măsurile de lead-and-seek ale președintelui Hoover. New Deal căuta să stimuleze industria construcțiilor de case private și să crească numărul persoanelor care dețin case. S-au implementat astfle două noi agenții de locuințe: Home Owners' Loan Corporation⁠(d) (HOLC) și Federal Housing Administration (FHA). HOLC a stabilit metode naționale uniforme de evaluare și a simplificat procesul ipotecar. FHA a creat standarde naționale pentru construcția caselor. În 1934, a fost aprobată o Lege Națională a Locuinței, care avea drept scop îmbunătățirea ocupării forței de muncă, oferind în același timp credite private pentru reparații și construirea de case. În 1938, această lege a fost modificată și, după cum s-a remarcat într-un studiu, „a fost introdusă o prevedere de reînnoire a asigurării pentru împrumuturile pentru reparații, pentru asigurarea ipotecilor de până la 90 la sută din valoarea locuințelor ocupate de micii proprietari și pentru asigurarea ipotecilor asupra proprietăților închiriate”.

### Reforma
Reforma s-a bazat pe presupunerea că criza economică fusese cauzată de instabilitatea inerentă a pieței și că era nevoie de intervenția guvernului pentru a raționaliza și stabiliza economia și pentru a echilibra interesele fermierilor, ale afacerilor și ale muncitorilor. Reformele au vizat cauzele crizei și au căutat să împiedice o astfel de criză să se repete. Cu alte cuvinte, reconstrucția financiară a SUA, asigurând în același timp că istoria nu se va repeta.

#### Liberalizarea comerțului
Majoritatea istoricilor economici susțin că politicile protecționiste, care au culminat cu legea Smoot-Hawley din 1930⁠(d), au agravat Marea Criză. Roosevelt se pronunța deja împotriva acelei legi în timp ce făcea campanie pentru funcția de președinte în 1932. În 1934, legea taxelor vamale reciproce a fost elaborată de Cordell Hull. Ea dădea președintelui puterea de a negocia acorduri comerciale bilaterale reciproce cu alte țări. Ea îi permitea lui Roosevelt să liberalizeze politica comercială americană⁠(d) pe tot globul și este larg creditată pentru inaugurarea erei politicii comerciale liberale care persistă până în prezent.

#### Puerto Rico
Administrația pentru Reconstrucție din Puerto Rico a supervizat un set separat de programe în Puerto Rico. A promovat reforma funciară⁠(d) și a ajutat fermele mici, a înființat cooperative agricole, a promovat diversificarea culturilor și a ajutat industria locală.

## Al Doilea New Deal (1935–1936)
În primăvara lui 1935, ca răspuns la unele înfrângeri în instanțe, la scepticismul reînnoit al Congresului și la cererile tot mai puternice din rândul poporului pentru o acțiune mai dramatică, new-dealerii au adoptat noi inițiative importante. Istoricii le numesc „al Doilea New Deal”, unul mai progresist și mai controversat decât „Primul New Deal” din 1933–1934.

### Legea asigurărilor sociale

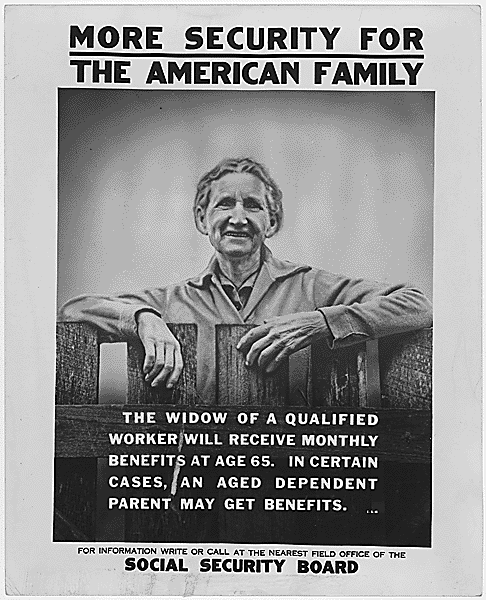
Un afiș care publică beneficiile

Până în 1935, doar o duzină de state implementaseră sisteme de pensie, iar aceste programe erau subfinanțate. Doar un stat (Wisconsin) avea un program de asigurare. Statele Unite erau singura țară industrializată modernă în care oamenii se confruntau cu Criza fără vreun sistem național de asigurări sociale. Programele de lucru ale „Primului New Deal”, cum ar fi CWA și FERA, au fost concepute pentru ajutorare imediată, pentru un an sau doi.
Cel mai important program din 1935 și, probabil, al New Dealului în ansamblu, a fost Legea asigurărilor sociale⁠(d), care instituia un sistem permanent de pensii universale (Social Security), asigurări de șomaj⁠(d) și beneficii sociale pentru copiii cu handicap și nevoiași din familiile fără tată. Acesta a stabilit cadrul pentru sistemul social al Statelor Unite. Roosevelt a insistat că ar trebui să fie finanțat din impozitele pe salarii, și nu decât din bugetul general — el a spus: „Am pus acele contribuții la salarii acolo pentru a oferi contribuabililor dreptul legal, moral și politic de a-și colecta pensiile și indemnizațiile de șomaj. Cu acele taxe acolo, niciun nenorocit de politician nu-mi poate anula vreodată programul de asigurări sociale.”

### Relațiile de muncă
Legea națională privind relațiile de muncă⁠(d) din 1935, cunoscută și sub numele de Legea Wagner, a garantat muncitorilor în sfârșit dreptul la negocieri colective prin sindicate liber alese. Legea a instituit și Consiliul Național pentru Relații de Muncă⁠(d) (NLRB) pentru a facilita acordurile salariale și pentru a suprima perturbările repetate ale procesului muncii. Legea Wagner nu obliga angajatorii să ajungă la un acord cu angajații lor, dar deschidea posibilități pentru furnizorii americani de forță de muncă. Rezultatul a fost o creștere extraordinară a numărului de membri ai sindicatelor, în special în sectorul producției de masă, în frunte cu mai vechea Federație Americană a Muncii⁠(d) și de noul și mai radicalul Congres al Organizațiilor Industriale⁠(d). Mișcarea muncitorească a devenit astfel o componentă majoră a coaliției politice din spatele New Deal. Cu toate acestea, bătălia intensă pentru membri dintre coalițiile AFL și CIO a slăbit puterea sindicatelor.
Pentru a ajuta forța de muncă din agricultură, Legea Jones-Costigan din 1934 a cuprins prevederi precum interzicerea muncii copiilor sub vârsta de 14 ani, limitarea programului de lucru al tinerilor cu vârsta între 14 și 16 ani și acordarea către USDA a „autorității de a stabili salariile minime”, dar numai după organizarea de audieri publice „într-un loc accesibil și producătorilor și muncitorilor”. În plus, legea impunea fermierilor să-și plătească angajații „prompt” și „în totalitate” înainte de a-și încasa beneficiile, ca modalitate de atenua inegalitățile istorice încorporate în plățile eșalonate și clauzele de reținere. Această lege a fost înlocuită cu Legea Zahărului din 1937, după ce Curtea Supremă a decis că AAA este neconstituțională. La adoptarea legii, Congresul nu numai că a urmat indicațiile lui Roosevelt continuând prevederile legii anterioare în materie de muncă, dar le-a și consolidat. După cum s-a remarcat într-un studiu, Legea „interzicea încă o dată munca copiilor și a făcea obligatorie stabilirea unui salariu minim „corect, rezonabil și echitabil”. Legea Contractelor Publice (Walsh-Healey) din 1936 stabilea standarde de muncă privind contractele guvernamentale, „inclusiv salariul minim, plata orelor suplimentare care depășesc 8 pe zi sau 40 pe săptămână, prevederi privind munca pentru copii și condamnați și cerințe de sănătate și siguranță.” Legea Anti-Spărgători de Grevă (Byrnes) din același an declara ilegal „transportul sau sprijinul acordat transportului de spărgători de grevă în comerțul interstatal sau exterior”.
Amendamentul la Legea Davis-Bacon (legea publică 403) a fost aprobat în august 1935, pentru „stabilirea salariilor predominante pentru mecanici și muncitorii angajați în construcții publice și lucrări publice”. Conform Legii Miller din 1935, după cum s-a remarcat într-un studiu, „orice muncitor în construcții sau persoană care furniza materiale pe baza unui contract acoperit are dreptul de a da în judecată contractantul sau asiguratorul lui dacă nu este plătit integral în termen de 90 de zile după prestarea muncii sau furnizarea materialelor.” Legea Transportului Motorizat din 1935 „autoriza Comisia de Comerț Interstatal să limiteze orele de muncă și să prescrie alte măsuri pentru a proteja angajații și pasagerii transportatorilor cu motor, precum și utilizatorii șoselelor în general”. Legea Marinei Comerciale din 1936 a ordonat Comisiei Maritime „să investigheze și să specifice baremele adecvate de salariu și personal și condițiile de muncă în ceea ce privește navele subvenționate”. Legea publică 783 din martie 1936 urmărea să extindă „facilitățile Serviciului de Sănătate Publică asupra marinarilor de pe navele deținute de stat care nu se află în unitățile militare sau navale”. În aprilie 1936 a fost aprobată modificarea Legii Muncii Feroviare (legea publică 487), pentru „extinderea protecției Legii Muncii Feroviare asupra angajaților companiilor de transport aerian implicați în comerțul interstatal și exterior”.
Legea Cărbunelui Bituminos din 1937 conținea diverse prevederi privind munca, cum ar fi interzicerea „solicitarii unui angajat sau solicitant de angajare să se alăture unui sindicat al companiei”. Legea Randolph-Sheppard prevedea „autorizarea persoanelor nevăzătoare pentru a opera standuri automate în clădirile federale”. Legea publică nr. 814 a Congresului al 74-lea, după cum s-a remarcat într-un studiu, conferea jurisdicție „fiecăruia dintre mai multe state să extindă prevederile legilor de compensare a muncitorilor din statul lor la angajările pe proprietățile și spațiile federale situate în statele respective”. Legea Națională a Uceniciei din 1937 stabilea standarde pentru programele de ucenicie. În 1938, Comisia pentru Comerț Interstatal „a emis un ordin care reglementează orele de lucru ale șoferilor de vehicule cu motor angajați în comerțul interstatal”. Legea Wagner-O'Day din 1938 instituia un program „conceput pentru a crește oportunitățile de angajare pentru persoanele nevăzătoare, astfel încât să poată produce și vinde mărfuri guvernului federal”.
Legea publică nr. 702 prevedea ziua de lucru de 8 ore pentru ofițerii și marinarii de pe anumite nave care navigau pe Marile Lacuri și în apele adiacente, în timp ce a doua lege de alocare de fonduri pentru deficiențe (publică, nr. 723) conținea un credit pentru anchetarea condițiilor de muncă din Hawaii. Legea publică nr. 706 prevedea păstrarea dreptului angajaților transportatorilor aerieni „de a obține compensații mai mari și condiții de muncă mai bune, astfel încât să se conformeze unei hotărâri a Consiliului Național al Muncii din 10 mai 1934 (nr. 83). Conform Legii publice nr. 486, prevederile secțiunii 13 din Legea Poștei Aeriene din 1934 „referitoare la salariu, condițiile de muncă și relațiile dintre piloți și alți angajați se aplică tuturor contractelor atribuite în temeiul legii”. Au fost adoptate o serie de legi care îi afectează pe angajații federali. O lege din 1936 prevedea, de exemplu, concedii de odihnă și concedii acumulate pentru angajații Guvernului, în timp ce o altă lege din 1936 prevedea concedii medicale cu plată acumulate pentru angajații Guvernului.
Legea Standardelor Echitabile de Muncă din 1938⁠(d) stabilea numărul maxim de ore lucrate (44 pe săptămână) și salarii minime (25 de cenți pe oră) pentru majoritatea categoriilor de angajați. Munca copiilor sub 16 ani era interzisă, iar copiilor sub 18 ani li se interzicea să lucreze în locuri de muncă periculoase. Drept urmare, au crescut salariile a 300.000 de muncitori, în special în Sud, iar programul de lucru a 1,3 milioane de oameni a fost redus. A fost ultima lege majoră din cadrul New Dealului pe care Roosevelt a reușit să o transforme în lege înainte ca Coaliția Conservatoare între republicani și democrații conservatori a câștigat controlul asupra Congresului în acel an. Deși, de obicei, putea folosi dreptul de veto pentru a frâna inițiativele reacționare ale Congresului, și Congresul putea bloca orice proiect de lege de-al lui Roosevelt care nu îi convenea.

### Drepturile consumatorilor
S-au adoptat și diverse legi pentru promovarea drepturilor consumatorilor. În 1935, a fost adoptată Legea Companiilor de Utilități Publice „pentru a proteja consumatorii și investitorii de abuzuri ale companiilor cu interese în utilitățile de gaz și electricitate”. Legea Federală a Energiei Electrice din 1935 urmărea „să protejeze clienții și să asigure caracterul rezonabil în furnizarea unui serviciu esențial vieții în societatea modernă”. Legea privind gazele naturale din 1938 urmărea să protejeze consumatorii „împotriva exploatării de către companiile de gaze naturale”. Legea Alimentelor, Medicamentelor și Cosmeticelor din 1938 acorda Food and Drug Administration „puterea de a testa și autoriza medicamentele și de a testa siguranța produselor cosmetice, iar Departamentului Agriculturii autoritatea de a stabili standarde de calitate a alimentelor”. În plus, Legea Wheeler-Lea „a dat Comisiei pentru Liber Schimb, o veche agenție progresistă, puterea de a interzice practicile de afaceri neloiale și înșelătoare”.

### Works Progress Administration

Afiș de la Works Progress Administration (WPA) care promovează proiectul Aeroportului LaGuardia (1937)

Roosevelt a naționalizat ajutorul de șomaj prin intermediul Works Progress Administration⁠(d) (WPA), condusă de prietenul lui apropiat, Harry Hopkins⁠(d). Roosevelt insistase că proiectele trebuie să fie costisitoare din punct de vedere al forței de muncă, benefice pe termen lung, iar lui WPA i-a fost interzis să concureze cu întreprinderile private – prin urmare muncitorii trebuiau plătiți cu salarii mai mici. Works Progress Administration (WPA) a fost creată pentru a readuce șomerii în forța de muncă. WPA a finanțat o varietate de proiecte, cum ar fi spitalele, școlile și drumurile și a angajat peste 8,5 milioane de muncitori care au construit 650.000 de mile de șosele și drumuri, 125.000 de clădiri publice, precum și poduri, baraje, sisteme de irigații, parcuri, locuri de joacă și așa mai departe.
Printre proiectele cele mai importante s-au numărat Tunelul Lincoln⁠(d), Podul Triborough⁠(d), Aeroportul LaGuardia, Overseas Highway⁠(d) și Podul San Francisco-Oakland Bay⁠(d). Administrația pentru Electrificare Rurală⁠(d) a folosit cooperativele, dintre care multe încă funcționează, pentru a aduce energie electrică în zonele rurale. Între 1935 și 1940, procentul locuințelor rurale fără electricitate a scăzut de la 90% la 40%. Administrația Națională pentru Tineret⁠(d) (NYA) a fost un alt program WPA semi-autonom pentru tineri. Directorul său pentru statul Texas, Lyndon B. Johnson, a folosit mai târziu NYA ca model pentru unele dintre programele sale Great Society⁠(d) în anii 1960. WPA era organizată de state, dar New York City avea propria sa filială Federal One, care a creat locuri de muncă pentru scriitori, muzicieni, artiști și personal de teatru. Ea avea să devină teren de vânătoare pentru conservatorii care căutau angajați comuniști.
Proiectul Federal pentru Autori⁠(d) a funcționat în fiecare stat, unde a creat un ghid celebru — și a catalogat arhivele locale și a angajat mulți scriitori, inclusiv Margaret Walker⁠(d), Zora Neale Hurston⁠(d) și Anzia Yezierska, pentru a documenta folclorul. Alți scriitori au intervievat foști sclavi, acum aflați la o vârstă înaintată și le-au consemnat poveștile.
În cadrul Proiectului Federal pentru Teatru⁠(d), condus de carismatica Hallie Flanagan⁠(d), actrițe și actori, tehnicieni, scriitori și regizori au montat producții de scenă. Biletele erau ieftine sau uneori gratuite, și astfel teatrul a fost pus la dispoziția publicului larg, neobișnuit să asiste la piese de teatru.
Un Proiect Federal pentru Artă⁠(d) a plătit 162 de artiste a căror instruire a fost finanțată din fonduri de ajutorare pentru a picta picturi murale sau a crea statui pentru oficiile poștale și tribunalele nou construite. Multe dintre aceste opere de artă pot fi încă văzute în clădiri publice din toată țara, împreună cu picturile murale sponsorizate de Treasury Relief Art Project⁠(d) al Departamentului Trezoreriei. Pe parcursul existenței sale, Proiectul Federal pentru Teatru a oferit locuri de muncă pentru oameni de circ, muzicieni, actori, artiști și dramaturgi, și simultan a crescut aprecierea publică pentru arte.

### Politica fiscală
În 1935, Roosevelt a cerut un program fiscal numit Wealth Tax Act (Legea Veniturilor din 1935⁠(d)) pentru a redistribui bogăția. Proiectul de lege a impus un impozit pe venit de 79% pentru veniturile anuale de peste 5 milioane de dolari. Întrucât în anii 1930 acesta era un venit extraordinar de mare, cea mai mare parte din acest impozit era datorat de o singură persoană – John D. Rockefeller. Se aștepta ca această lege să aducă la buget fonduri suplimentare de doar aproximativ 250 de milioane de dolari, deci veniturile nu constituiau obiectivul principal. Morgenthau l-a numit „mai mult sau mai puțin un document de campanie”. Într-o conversație privată cu Raymond Moley, Roosevelt a recunoscut că scopul proiectului de lege a fost „să-i ia fața lui Huey Long⁠(d)” atrâgându-și susținătorii lui Long de partea lui. În același timp, legea a provocat nemulțumirea bogaților care l-au numit pe Roosevelt „un trădător al clasei sale”, iar legea privind impozitul — „impozit pentru uscarea bogaților”.
O taxă numită impozit pe profitul nedistribuit⁠(d) a fost adoptată în 1936. De data aceasta, scopul principal a fost creșterea veniturilor la buget, deoarece Congresul a adoptat Legea privind plățile compensatorii ajustate, care impunea efectuarea de plăți de 2 miliarde de dolari către veteranii Primului Război Mondial. Proiectul de lege stabilea principiul persistent conform căruia câștigurile pe care companiile le realizau și le păstrau puteau fi impozitate. Dividendele plătite erau deductibile fiscal de către corporații. Susținătorii săi intenționau ca proiectul de lege să înlocuiască toate celelalte impozite pe corporații — crezând că aceasta ar stimula corporațiile să distribuie câștigurile și, astfel, să pună mai mulți bani și putere de cumpărare în mâinile persoanelor fizice. În cele din urmă, Congresul a redus proiectul de lege, stabilind cotele de impozitare la 7 până la 27% și scutind în mare măsură întreprinderile mici. Confruntată cu critici ample și acerbe, deducerea fiscală a dividendelor plătite a fost abrogată în 1938.

### Legea Locuințelor din 1937
Legea federală a Locuințelor din 1937 a creat Autoritatea Statelor Unite pentru Locuințe⁠(d) în cadrul Departamentului de Interne al SUA⁠(d). A fost una dintre ultimele agenții New Deal create. Proiectul de lege a fost adoptat în 1937 cu un oarecare sprijin republican pentru desființarea mahalalelor.

## Alinierea politică
Până în 1936, termenul „progresist” ajunsese să fie folosit de obicei pentru susținătorii New Deal iar cel de „conservator” pentru adversarii săi. Roosevelt a fost ajutat în eforturile sale de alegerea unui Congres predominant liberal în 1932. O sursa se exprima: „Recunoaștem că cea mai bună legislație liberală din istoria Americii a fost adoptată în urma alegerii președintelui Roosevelt și a unui Congres liberal în 1932. După eșecurile din 1938 din alegerile pentru Congres de la mijlocul mandatului, muncitorii s-au confruntat cu un Congres ostil până în 1946. Doar vetoul prezidențial a împiedicat adoptarea unor legi reacționare antimuncitorești.” Consemnând componența celui de al șaptezeci și treilea Congres, un studiu a afirmat: „Deși o mare parte din conducerea democrată a Congresului a rămas din garda veche, sudistă, agrariană și conservatoare, majoritățile democrate de congressmani de rând din ambele camere erau în mare parte formate din politicieni proaspeți, nordici, urban-industriali, cel puțin potențial liberali. Ei cel puțin își pierduseră răbdarea din cauza inacțiunii predecesorilor și nu erau susceptibili de a fi redusi la tăcere prin apeluri la tradiție. Erau, până atunci, o forță necizelată și recunoscută, una pe care Roosevelt și-o putea modela și plia pe scopul de a-și reface partidul – sau una a cărei forță și impetuozitate ar putea ele însele să forțeze mâna președintelui.” După cum s-a remarcat într-un alt studiu, „realizările legislative extraordinare ale președintelui Roosevelt între 1933 și 1938 se datorau în mare parte calităților sale politice personale, dar majoritățile partizane favorabile din punct de vedere ideologic din Cameră și Senat au fost o condiție prealabilă a succesului”.
O revistă arăta în 1950: „să privim înapoi la anii 1930, și vom vedea cum afectează câștigarea alegerilor de la jumătatea mandatului genul de legi care se adoptă. O majoritate liberală enormă a venit la putere împreună cu Franklin Roosevelt în 1932. La alegerile de la jumătatea mandatului, din 1934, acea majoritate liberală s-a mărit. După 1936 a fost și mai mare.”
Din 1934 până în 1938, a existat o majoritate „pro-cheltuieli publice” în Congres (extrasă din districtele bipartide, competitive, neafiliate mașinilor politice, progresiste și de stânga). La alegerile de la jumătatea mandatului din 1938, Roosevelt și susținătorii săi progresiști au pierdut controlul asupra Congresului în fața coaliției conservatoare bipartizane. Mulți istorici fac distincție între primul New Deal (1933–1934) și al doilea New Deal (1935–1936), al doilea fiind mai progresist și mai controversat.

## Planul de aglomerare a Curții și schimbarea jurisprudențială
Când Curtea Supremă a început să declare programele New Deal neconstituționale, Roosevelt a lansat un contraatac-surpriză la începutul anului 1937. El a propus adăugarea a cinci noi judecători, dar democrații conservatori s-au revoltat, în frunte cu vicepreședintele. Proiectul de lege de reorganizare a puterii judecătorești din 1937⁠(d) a eșuat — nu a ajuns niciodată la vot. Atmosfera din Congres și opinia publică au basculat ușor spre dreapta și au fost adoptate foarte puține legi noi care să extindă New Deal. Cu toate acestea, retragerile de judecători din Curtea Supremă i-au permis lui Roosevelt să pună în locul lor susținători ai săi, și Curtea a încetat să mai blocheze programele New Deal.

## Recesiunea din 1937 și redresarea
Administrația Roosevelt a fost expusă atacurilor politice în timpul celui de al doilea mandat al lui Roosevelt, când, în toamna anului 1937, a avut loc o replică a Marii Crize, care a continuat în cea mai mare parte a anului 1938. Producția și profiturile au scăzut brusc. Șomajul a crescut de la 14,3% în mai 1937 la 19,0% în iunie 1938. Declinul poate fi explicat de ritmurile familiare ale ciclului de afaceri, dar până în 1937 Roosevelt revendicase meritele pentru performanțele economice excelente. În recesiune și în atmosfera politică aprinsă din 1937, mersul rău al economiei a făcut ca vinovat să fie găsit tot el.
Keynes nu credea că New Deal sub Roosevelt a pus capăt Marii Crize: „Se pare că este imposibil din punct de vedere politic ca o democrație capitalistă să organizeze cheltuieli la scara necesară pentru a face marile experimente care ar dovedi argumentele mele — cu excepția condițiilor de război".

## Al Doilea Război Mondial și ocuparea completă a forței de muncă

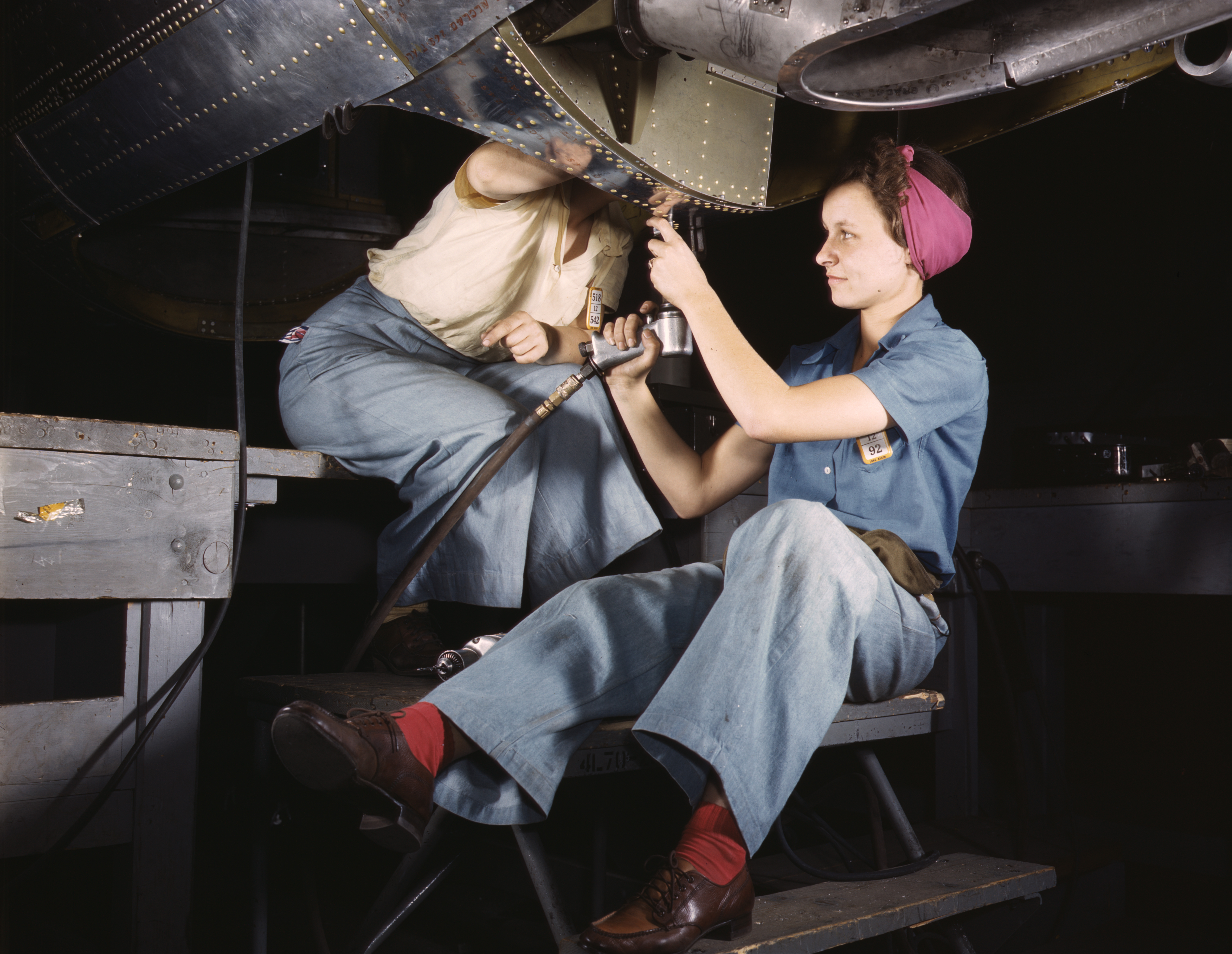
Muncitoare în fabrică în 1942, Long Beach, California

SUA au ajuns la ocuparea completă a forței de muncă după intrarea în al Doilea Război Mondial în decembrie 1941. În circumstanțele speciale ale mobilizării de război, cheltuielile masive de război au dublat produsul național brut (PNB).  Keynesianismul militar⁠(d) a dus la șomaj zero, iar contractele federale erau cost-plus. În loc de licitații competitive pentru a obține prețuri mai mici, guvernul dădea contracte prin care se angaja să plătească toate cheltuielile plus un profit modest. Fabricile îi angajau pe toți cei pe care îi puteau găsi, indiferent de nivelul lor de competență – sarcinile de lucru erau simplificate și muncitorii erau instruiți, guvernul federal plătind toate costurile. Milioane de fermieri au renunțat la operațiunile marginale, studenții au renunțat la școală și femeile casnice s-au alăturat forței de muncă.
Accentul s-a pus pe provizii de război cât mai curând posibil, indiferent de costuri și eficiență. Industria a absorbit rapid șomerii, iar situația pe piața forței de muncă s-a inversat: acum angajatorii erau cei care trebuia să recruteze lucrători în mod activ și agresiv. Pe măsură ce armata creștea, erau necesare noi surse de forță de muncă pentru a-i înlocui pe cei 12 milioane de oameni care serveau în armată. Campaniile de propagandă au început să implore oamenii să lucreze în fabricile de război. Au fost coborâte barierele pentru femeile căsătorite, vârstnici, persoane necalificate și (în Nord și Vest) barierele pentru minoritățile rasiale.

### Creșterea bugetului federal
În 1929, cheltuielile federale reprezentau doar 3% din PNB. Între 1933 și 1939, cheltuielile federale s-au triplat, dar datoria națională ca procent din PNB a rămas mai mult sau mai puțin neschimbată. Cheltuielile pentru efortul de război au eclipsat rapid cheltuielile pentru programele New Deal. În 1944, cheltuielile guvernamentale pentru efortul de război au depășit 40% din PNB. Aceste controale erau larg susținute în rândul muncitorilor și al mediului de afaceri, rezultând o cooperare între cele două grupuri și guvernul SUA. Această cooperare a dus la subvenționarea de către guvern a afacerilor și a muncii prin metode directe și indirecte.

### Proiecte sociale de război
Dominația conservatoare asupra Congresului în timpul războiului a însemnat că toate proiectele și reformele de asistență socială trebuia să aibă aprobarea lor, care se dădea atunci când mediul de afaceri susținea proiectul. De exemplu, Legea Inspecției și Anchetei Minelor de Cărbune din 1941 a redus semnificativ rata deceselor în industria cărbunelui, salvând viețile muncitorilor și banii companiilor. În ceea ce privește asistența socială, New Dealerii  își doreau beneficii pentru fiecare în funcție de nevoi. Conservatorii au propus însă beneficii bazate pe serviciul național – în special legat de serviciul militar sau de munca în industriile de război – și abordarea lor a câștigat.
Legea privind facilitățile comunitare din 1940 (Legea Lanham) oferea fonduri federale comunităților afectate de industria de apărare, unde populația a crescut și facilitățile locale erau depășite de situație. A oferit bani pentru construirea de locuințe separate pentru muncitorii din industria de război, precum și facilități de agrement, instalații de apă și canalizare, spitale, grădinițe și școli.
Legea privind alocația pentru persoanele aflate în întreținerea militarilor din 1942 prevedea alocații familiale pentru persoanele aflate în întreținerea bărbaților înrolați. Granturile de urgență acordate statelor au fost autorizate în 1942 pentru programele de îngrijire de zi pentru copiii mamelor care lucrează. În 1944, au fost autorizate pensii pentru toți copiii neputincioși fizic sau psihic ai veteranilor decedați, indiferent de vârsta copilului la data depunerii cererii sau la momentul decesului veteranului, cu condiția ca copilul să fie invalid la vârsta de șaisprezece ani și ca handicapul să continue până la data cererii. Legea Serviciului de Sănătate Publică, care a fost adoptată în același an, a extins programele federale de sănătate publică și a mărit suma anuală pentru granturile pentru serviciile de sănătate publică.
Programul de urgență pentru maternitate și îngrijirea sugarului (EMIC), introdus în martie 1943 de către Biroul pentru Copii⁠(d), a oferit îngrijire maternală și tratament medical gratuit în timpul primului an pentru soțiile și sugarii ai căror părinți erau personal militar din cele mai mici patru grade de soldă. Pe durata funcționării acestui program, el acoperea una din șapte nașteri. EMIC a plătit 127 milioane de dolari către departamentele de sănătate de stat pentru a acoperi îngrijirea a 1,2 milioane de proaspete mame și pentru bebelușii lor. Costul mediu pe caz finalizat de EMIC a fost de 92,49 USD pentru îngrijirea medicală și spitalicească. Un efect izbitor a fost scăderea bruscă și rapidă a nașterilor la domiciliu, deoarece majoritatea mamelor beneficiau acum gratuit de îngrijire de maternitate în spital.
Conform Legii de reabilitare a veteranilor cu handicap din 1943, s-au oferit servicii de reabilitare profesională veteranilor răniți în al Doilea Război Mondial, și aproximativ 621.000 de veterani urmau să primească asistență în cadrul acestui program. GI Bill (Legea de reajustare a militarilor din 1944) a fost o lege emblematică, care oferea pentru 16 milioane de veterani întorși din război beneficii precum ajutoare pentru locuințe, educație și șomaj, și a jucat un rol major în expansiunea postbelică a clasei de mijloc americane.

### Practici echitabile la angajare
Ca răspuns la Mișcarea Marșul spre Washington condusă de A. Philip Randolph, Roosevelt a promulgat Ordinul Executiv 8802 în iunie 1941, care înființa Comitetul Prezidențial pentru Practici Echitabile la Angajare (FEPC) „pentru a primi și a ancheta plângerile de discriminare”, astfel încât „la angajarea în industriile de apărare sau din guvern  să se mai facă discriminări pe bază de rasă, credință, culoare sau origine națională”.

### Creșterea egalității de venituri
Un mare rezultat al perioadei de șomaj redus cu salarii mari a fost o scădere bruscă și de durată a nivelului inegalității veniturilor (Marea Compresie⁠(d)). Diferența între bogați și săraci s-a îngustat dramatic în zona nutriției deoarece rationalizarea alimentelor și controlul prețurilor a furnizat hrană la prețuri rezonabile pentru toată lumea. De regulă, cei care lucrau la birou nu primeau ore suplimentare, astfel că s-a redus diferența între veniturile lor și ale celor care prestau muncă manuală. Familiile mari care fuseseră sărace în anii 1930 aveau de la patru salariați în sus și au urcat dintr-o dată la nivelul primei treimi a veniturilor. Orele suplimentare au făcut ca cei care lucrau în industriile de război să primească salarii mari și nivelul mediu de trai a crescut constant, salariile reale crescând cu 44% în cei patru ani de război, în timp ce procentajul familiilor cu un venit anual mai mic de 2000 de dolari a scăzut de la 75% din populație la 25%.
În 1941, 40% din familiile americane trăiau cu mai puțin de venitul de 1500 de dolari pe an definit ca necesar de către Works Progress Administration pentru un nivel de trai modest. Venitul median era la 2000 de dolari pe an, și 8 milioane de angajați câștigau sub minimul legal. Între 1939 și 1944, salariile mai mult decât s-au dublat, orele suplimentare și creșterea numărului de locuri de muncă ducând la o creștere de 70% a veniturilor medii săptămânale în timpul războiului. Apartenența la organizațiile sindicale a crescut cu 50% între 1941 și 1945 și deoarece War Labor Board a activat pentru pacea între sindicate și patronat, noii angajați erau încurajați să participe la sindicatele existente, primind astfel toate beneficiile aferente, cum ar fi condiții de muncă bune, beneficii mai bune și salarii mai mari. Conform unui studiu, peste 60% din americani trăiau în sărăcie în 1933, iar în 1945 acest procent a scăzut sub 40%.
Ca urmare a noii prosperități, cheltuielile de consum au crescut cu aproape 50%, de la 61,7 miliarde de dolari la începutul războiului la 98,5 miliarde până în 1944. Conturile individuale de economii au crescut aproape de șapte ori pe durata războiului. Proporția din venitul total deținută de primii 5% salariați a scăzut de la 22% la 17% în vreme ce ultimii 40% și-au crescut proporția. În plus, pe durata războiului, proporția populației americane care câștiga mai puțin de 3000 de dolari (la nivelul anului 1968) s-a înjumătățit.

## Moștenirea de durată
Conform Encyclopædia Britannica, „poate cea mai mare realizare a New Dealului a fost că a restaurat credința în democrația americană într-un moment când mulți oameni credeau ca singurele alternative rămase erau comunismul și fascismul”.
Analiștii sunt de acord că New Deal a produs o nouă coaliție politică care a susținut Partidul Democrat ca partid majoritar în politica națională până în anii 1960. Un studiu din 2013 a constatat că „o creștere medie a cheltuielilor New Deal pentru lucrări publice și programe sociale a avut ca rezultat o creștere de 5,4 puncte procentuale în voturile pentru democrați în 1936 și una mai mică în 1940. Persistența estimată a acestei tranziții sugerează că cheltuielile din New Deal au crescut sprijinul pe termen lung pentru democrați cu 2 până la 2,5 puncte procentuale. Astfel, se pare că acțiunile hotărâte, luate din timp de Roosevelt au creat beneficii pozitive de durată pentru Partidul Democrat... New Deal a jucat un rol important în consolidarea câștigurilor democraților timp de cel puțin două decenii”.
Nu există consens însă dacă a marcat și o schimbare permanentă a valorilor. Cowie și Salvatore au afirmat în 2008 că a fost un răspuns la Marea Criză și ca nu a marcat un angajament pentru un stat al bunăstării sociale deoarece SUA au fost întotdeauna o țară individualistă. MacLean respinge ideea unei culturi politice definitive. Ea consideră că se bate prea multă monedă pe individualism și că se ignoră enorma putere a marelui capital, frânele constituționale ale radicalismului și rolul rasismului, antifeminismului și homofobiei. Ea avertizează că acceptarea argumentului lui Cowie și Salvatore cum că ascensiunea conservatorismului este inevitabilă îi va alarma și descuraja pe activiștii de stânga. Klein răspunde că New Deal nu a murit natural—a fost omorât în anii 1970 de o coaliție a mediului de afaceri mobilizată de grupuri cum ar fi Business Roundtable⁠(d), Camera de Comerț, organizațiile de meserii, think tankuri conservatoare și decenii de atacuri legale și politice susținute.
Istoricii sunt în general de acord că în cei 12 ani de președinție ai lui Roosevelt a existat o creștere dramatică a puterii guvernului federal ca întreg. Roosevelt a făcut din președinție centrul principal de autoritate în cadrul guvernului federal. El a creat un mare ansamblu de agenții care protejau diferite grupuri de cetățeni—muncitori, fermieri, și altele—care suferiseră în urma crizei și deci le-a permis acestora să conteste puterea corporațiilor. Astfel, administrația Roosevelt a generat un set de idei politice—denumite „progresism New Deal”—care a rămas o sursă de inspirație și de controverse timp de mai multe decenii. Liberalismul New Deal a pus bazele unui nou consens. Între 1940 și 1980, a existat consensul progresist pe tema perspectivelor distribuției largi a prosperității în cadrul unei economii capitaliste în expansiune. În special Fair Deal⁠(d) al lui Harry S. Truman și apoi în anii 1960 Great Society⁠(d) a lui Lyndon B. Johnson s-au folosit de New Deal ca inspirație pentru o dramatică expansiune a programelor progresiste.
Atractivitatea de durată a lui New Deal față de alegători a favorizat acceptarea lui și de către republicanii moderați sau progresiști.
Ca primul președinte republican ales după Roosevelt, Dwight D. Eisenhower (1953–1961) a construit pe bazele New Dealului într-o manieră care i-a întrupat gândirea pe marginea eficienței și reducerii costurilor. El a sancționat o mare expansiune a asigurărilor sociale printr-un program autofinanțat. El a susținut programe din New Deal cum ar fi salariul minim și locuințele sociale—a extins mult ajutorul federal în domeniul educației și a construit sistemul Șoselelor Interstatale în principal ca program de apărare (nu de locuri de muncă). Într-o scrisoare personală, Eisenhower scria:
Dacă ar încerca vreun partid să abolească asigurările sociale și să elimine legile muncii și programele pentru ferme, probabil că nu vei mai auzi de partidul acela în istoria noastră politică. Există, desigur, un mic grup care crede că se pot face lucrurile astea [...] Numărul lor este neglijabil și sunt și proști.
În 1964, Barry Goldwater, un anti-New Dealer nereformat, a fost candidatul prezidențial republican pe o platformă care a atacat New Deal. Democrații în frunte cu Lyndon B. Johnson au câștigat alegerile detașat, iar programul Great Society al lui Johnson a extins New Deal. Susținătorii lui Goldwater au format însă New Right⁠(d) care a ajutat la aducerea lui Ronald Reagan la Casa Albă la alegerile prezidențiale din 1980. Odinioară un aprig susținător al New Dealului, Reagan s-a întors împotriva lui, considerând acum guvernul ca fiind problema și nu soluția și, ca președinte, a deplasat țara în direcția opusă modelului New Deal de activism guvernamental, punând mai mult accent pe sectorul privat.

Un studiu retrospectiv din 2016 al literaturii existente, publicat în Journal of Economic Literature își rezuma concluziile după cum urmează:
Studiile găsesc că cheltuielile cu lucrări publice și cu ajutoare aveau multiplicatori ai venitului statului în jur de unu, activitate de consum sporită, atrăgeau migrație internă, reduceau ratele criminalității, și scădeau mai multe tipuri de mortalitate. Programele agrare ajutau în general marii fermieri, dar eliminau oportunitățile pentru arendași, cooperative și muncitori agricoli. Achizițiile și refinanțările de ipoteci problematice efectuate de Home Owners' Loan Corporation au amânat prăbușiri ale prețurilor locuințelor și ale ratelor deținerii de locuințe cu costuri amânate pentru contribuabili. Creditele acordate de Reconstruction Finance Corporation băncilor și căilor ferate par să fi avut un impact pozitiv redus, deși băncile au fost ajutate când RFC a devenit proprietar.

### Studii
- Badger, Anthony J. The New Deal: The Depression Years, 1933–1940. (2002) general survey from British perspective
- Burns, James MacGregor⁠(d). Roosevelt the Lion and the Fox (1956) online
- Chafe, William H.⁠(d) ed. The Achievement of American Liberalism: The New Deal and its Legacies (2003)
- Collins, Sheila and Gertrude Goldberg, When Government Helped: Learning from the Successes and Failures of the New Deal, (Oxford University Press, 2014), ISBN: 978-0-19-999069-6
- Conkin, Paul K. (1967). The New Deal. a brief New Left critique.
- Dubofsky, Melvyn⁠(d), ed. The New Deal: Conflicting Interpretations and Shifting Perspectives. (1992), older historiography
- Eden, Robert, ed. New Deal and Its Legacy: Critique and Reappraisal (1989), essays by scholars
- Encyclopaedia Britannica, "New Deal. (2020) online Arhivat în 19 iunie 2015, la Wayback Machine.
- Hiltzik, Michael. The New Deal: A Modern History (2011), popular history emphasizing personalities; online
- Huret, Romain, Nelson Lichtenstein, Jean-Christian Vine, eds. Capitalism Contested: The New Deal and Its Legacies (U of Pennsylvania Press, 2020). excerpt
- Leuchtenburg, William E. (1963). Franklin D. Roosevelt and the New Deal, 1932–1940. A standard interpretive history. online
- Kennedy, David M. (1999). Freedom From Fear: The American People in Depression and War, 1929–1945. Oxford University Press. ISBN 978-0-19-503834-7. survey; Pulitzer Prize online
- Kennedy, David M. (2009). „What the New Deal Did” (PDF). Political Science Quarterly. 124 (2): 251–268. doi:10.1002/j.1538-165X.2009.tb00648.x. Arhivat din original (PDF) la 4 martie 2016.
- Kirkendall, Richard S. "The New Deal As Watershed: The Recent Literature", The Journal of American History, (1968) 54#4 pp. 839–852. in JSTOR Arhivat în 28 septembrie 2018, la Wayback Machine., older historiography
- McElvaine Robert S.⁠(d) The Great Depression 2nd ed (1993), social history; online
- McElvaine Robert S.⁠(d) The Depression and New Deal : a history in documents (2000) online
- McJimsey George T. The Presidency of Franklin Delano Roosevelt (2000) online
- Polenberg, Richard⁠(d). "The Era of Franklin D. Roosevelt 1933–1945 A Brief History with Documents" ISBN: 0-312-13310-3
- Schlesinger, Arthur M. Jr (1957), The Age of Roosevelt, the 3-volume classic narrative history. Strongly supports FDR.
  - Arthur M. Schlesinger Jr. The Age of Roosevelt vol 1: The Crisis Of The Old Order (1919–1933) (1956) online to March 1933
  - Arthur M. Schlesinger Jr. The Age Of Roosevelt vol 2: The Coming of the New Deal (1958) online covers 1933–34
  - Arthur M. Schlesinger Jr. The Age of Roosevelt vol 3: The Age of Upheaval (1960); online
- Sitkoff, Harvard⁠(d). ed. Fifty Years Later: The New Deal Evaluated. (1984). A friendly liberal evaluation.
- Smith, Jason Scott. A Concise History of the New Deal (2014) excerpt Arhivat în 6 august 2015, la Wayback Machine.
- Whaples, Robert (2008). „New Deal”.  În Hamowy, Ronald. Archived copy. The Encyclopedia of Libertarianism. Thousand Oaks, CA: Sage⁠(d); Cato Institute⁠(d). pp. 353–355. ISBN 978-1-4129-6580-4. OCLC 750831024. Arhivat din original la 9 ianuarie 2023. Accesat în 31 martie 2022.

### Studii la nivel de stat și locale
- Arrington, Leonard J.⁠(d) "Western Agriculture and the New Deal". Agricultural History 44#4 (1970): 337–353.
- Biles, Roger. The South and the New Deal (2006).
- Biles, Roger. Big City Boss in Depression and War: Mayor Edward J. Kelly of Chicago. (1984); mayor 1933–1947
- Biles, Roger. Memphis: In the Great Depression (U of Tennessee Press, 1986).
- Blakey, George T. Hard Times and New Deal in Kentucky: 1929–1939 (1986).
- Braeman, John, Robert H. Bremner and David Brody⁠(d), eds. The New Deal: Volume Two – the State and Local Levels (1975); 434 pp; chapters on Massachusetts, Pennsylvania, Ohio, Virginia, Louisiana, Oklahoma, Wyoming, Montana, Colorado, New Mexico, Oregon, Pittsburgh, and Kansas City.
- Christin, Pierre, and Olivier Balez, eds. Robert Moses: The Master Builder of New York City (2014).
- Ferguson, Karen Jane. Black Politics in New Deal Atlanta (2002).
- Grant, Michael Johnston. Down and Out on the Family Farm: Rural Rehabilitation in the Great Plains, 1929–1945 (2002).
- Heineman, Kenneth J. A Catholic New Deal: Religion and Reform in Depression Pittsburgh (2005).
- Ingalls, Robert P. Herbert H. Lehman and New York's Little New Deal (1975).
- Leader, Leonard. Los Angeles and the Great Depression. (1991). 344 pp.
- Lowitt, Richard⁠(d). The New Deal and the West (1984).
- Malone, Michael P. (1969). „the New Deal in Idaho”. Pacific Historical Review. 38 (3): 293–310. doi:10.2307/3636101. JSTOR 3636101.
- Mullins, William H. The Depression and the Urban West Coast, 1929–1933: Los Angeles, San Francisco, Seattle, and Portland. (1991). 176 pp.
- Nicolaides, Becky M. My Blue Heaven: Life and Politics in the Working-Class Suburbs of Los Angeles, 1920–1965. (2002). 412 pp.
- Patterson, James T.⁠(d) The New Deal and the States: Federalism in Transition (Princeton University Press, 1969).
- Starr, Kevin⁠(d). Endangered Dreams: The Great Depression in California  (1997); excerpt and text search Arhivat în 12 martie 2021, la Wayback Machine.;
- Stave, Bruce M. The New Deal and the Last Hurrah: Pittsburgh Machine Politics (1970).
- Sternsher, Bernard ed., Hitting Home: The Great Depression in Town and Country (1970), essays by scholars on local history.
- Stock, Catherine McNicol. Main Street in Crisis: The Great Depression and the Old Middle Class on the Northern Plains (1992).
- Strickland, Arvarh E. "The New Deal Comes to Illinois". Journal of the Illinois State Historical Society 63#1 (1970): 55–68. in JSTOR Arhivat în 28 septembrie 2018, la Wayback Machine.
- Thomas, Jerry Bruce. An Appalachian New Deal: West Virginia in the Great Depression (1998).
- Trout, Charles H.⁠(d) Boston, the Great Depression, and the New Deal (1977).
- Tweton, D. Jerome, and Roberta Klugman. The New Deal at the Grass Roots: Programs for the People in Otter Tail County, Minnesota (Minnesota Historical Society Press, 1988).
- Volanto, Keith J. Texas, Cotton, and the New Deal (2005).
- Volanto, Keith. "Where are the New Deal Historians of Texas?: A Literature Review of the New Deal Experience in Texas". East Texas Historical Journal 48+2 (2010): 7+ online Arhivat în 4 martie 2016, la Wayback Machine.
- Wickens, James F. "The New Deal in Colorado". Pacific Historical Review 38#3 (1969): 275–291. in JSTOR Arhivat în 14 decembrie 2018, la Wayback Machine.
- Williams, Mason B. City of Ambition: FDR, LaGuardia, and the Making of Modern New York (2013).

### Biografii
- Beasley, Maurine H., Holly C. Shulman, Henry R. Beasley. The Eleanor Roosevelt Encyclopedia (2001)
- Brands, H.W.⁠(d) Traitor to His Class: The Privileged Life and Radical Presidency of Franklin Delano Roosevelt (2008)
- Charles, Searle F. Minister of Relief: Harry Hopkins and the Depression (1963)
- Cohen, Adam⁠(d), Nothing to Fear: FDR's Inner Circle and the Hundred Days that Created Modern America (2009)
- Graham, Otis L. and Meghan Robinson Wander, eds. Franklin D. Roosevelt: His Life and Times. (1985). An encyclopedic reference. online
- Ingalls, Robert P. Herbert H. Lehman and New York's Little New Deal (1975) online
- McJimsey, George T. Harry Hopkins : ally of the poor and defender of Democracy (1987) online
- Pederson, William D. ed. A Companion to Franklin D. Roosevelt (Blackwell Companions to American History) (2011); 35 essays by scholars; many deal with politics
- Schwarz, Jordan A. Liberal: Adolf A. Berle and the vision of an American era (1987).
- Sternsher, Bernard. Rexford Tugwell and the New Deal (1964) online

### Economie, ferme, muncă și ajutoare
- Bernstein, Irving⁠(d). Turbulent Years: A History of the American Worker, 1933–1941 (1970), cover labor unions
- Best, Gary Dean. Pride, Prejudice, and Politics: Roosevelt Versus Recovery, 1933–1938. (1990) ISBN: 0-275-93524-8; conservative perspective
- Blumberg, Barbara. The New Deal and the Unemployed: The View from New York City (1977).
- Bremer, William W. "Along the American Way: The New Deal's Work Relief Programs for the Unemployed". Journal of American History 62 (December 1975): 636,52. in JSTOR Arhivat în 8 noiembrie 2017, la Wayback Machine.
- Brock, William R. Welfare, Democracy and the New Deal (1988), a British view
- Burns, Helen M. The American Banking Community and New Deal Banking Reforms, 1933–1935 (1974)
- Folsom, Burton⁠(d). New Deal or Raw Deal?: How FDR's Economic Legacy has Damaged America (2008) ISBN: 1-4165-9222-9, conservative interpretation
- Fishback, Price⁠(d). "The Newest on the New Deal" Essays in Economic & Business History 36#1 (2018) covers distribution and impact of spending and lending programs; online Arhivat în 17 iulie 2018, la Wayback Machine.
- Fox, Cybelle. Three Worlds of Relief: Race, Immigration, and the American Welfare State from the Progressive Era to the New Deal (2012) excerpt and text search Arhivat în 4 mai 2016, la Wayback Machine.
- Friedman, Milton, and Anna Jacobson Schwartz. From New Deal Banking Reform to World War II Inflation (Princeton University Press, 2014) online Arhivat în 3 august 2020, la Wayback Machine..
- Gordon, Colin. New Deals: Business, Labor, and Politics, 1920–1935 (1994)
- Grant, Michael Johnston. Down and Out on the Family Farm: Rural Rehabilitation in the Great Plains, 1929–1945 (2002)
- Hawley, Ellis W. The New Deal and the Problem of Monopoly (1966)
- Howard, Donald S. The WPA and Federal Relief Policy (1943)
- Huibregtse, Jon R. American Railroad Labor and the Genesis of the New Deal, 1919–1935; (University Press of Florida; 2010; 172 pp.)
- Jensen, Richard J. (1989). „The Causes and Cures of Unemployment in the Great Depression” (PDF). Journal of Interdisciplinary History. 19 (4): 553–583. doi:10.2307/203954. JSTOR 203954. Arhivat din original (PDF) la 2 noiembrie 2021. Accesat în 27 mai 2020.
- Leff, Mark H. The Limits of Symbolic Reform: The New Deal and Taxation (1984)
- Lindley, Betty Grimes and Ernest K. Lindley. A New Deal for Youth: The Story of the National Youth Administration (1938)
- Malamud; Deborah C. "'Who They Are – or Were': Middle-Class Welfare in the Early New Deal" University of Pennsylvania Law Review v 151 No. 6 2003. pp. 2019+.
- Meriam; Lewis. Relief and Social Security (1946). Highly detailed analysis and statistical summary of all New Deal relief programs; 912 pages online
- Mitchell, Broadus (1947). Depression Decade: From New Era through New Deal, 1929–1941. survey by economic historian
- Moore, James R. "Sources of New Deal Economic Policy: The International Dimension". Journal of American History 61.3 (1974): 728–744. online Arhivat în 2 august 2020, la Wayback Machine.
- Morris, Charles R.⁠(d) A Rabble of Dead Money: The Great Crash and the Global Depression: 1929–1939 (PublicAffairs, 2017), 389 pp. online review Arhivat în 24 aprilie 2017, la Wayback Machine.
- Myers, Margaret G. Financial History of the United States (1970). pp. 317–342. online
- Parker, Randall E. Reflections on the Great Depression (2002) interviews with 11 leading economists
- Powell, Jim⁠(d) FDR's Folly: How Roosevelt and His New Deal Prolonged the Great Depression (2003) ISBN: 0-7615-0165-7
- Rosenof, Theodore. Economics in the Long Run: New Deal Theorists and Their Legacies, 1933–1993 (1997)
- Rosen, Elliot A. Roosevelt, the Great Depression, and the Economics of Recovery (2005) ISBN: 0-8139-2368-9
- Rothbard, Murray. America's Great Depression⁠(d) (1963), a libertarian approach
- Saloutos, Theodore⁠(d). The American Farmer and the New Deal (1982).
- Schwartz, Bonnie Fox. The Civil works administration, 1933–1934: the business of emergency employment in the New Deal (Princeton University Press, 2014)
- Singleton, Jeff. The American Dole: Unemployment Relief and the Welfare State in the Great Depression (2000)
- Skocpol, Theda; Finegold, Kenneth (1982). „State Capacity and Economic Intervention in the Early New Deal” (PDF). Political Science Quarterly. 97 (2): 255–278. doi:10.2307/2149478. JSTOR 2149478. Arhivat din original (PDF) la 15 iunie 2020.
- Skocpol, Theda; Finegold, Kenneth (1977). „Explaining New Deal Labor Policy”. American Political Science Review. 84 (4): 1297–1304. doi:10.2307/1963265. JSTOR 1963265.
- Smith, Jason Scott. Building new deal liberalism: The political economy of public works, 1933–1956 (Cambridge University Press, 2006).
- Zelizer, Julian E. (2000). „The Forgotten Legacy of the New Deal: Fiscal Conservatism and the Roosevelt Administration, 1933–1938”. Presidential Studies Quarterly. 30 (2): 331–. doi:10.1111/j.0360-4918.2000.00115.x.[nefuncțională]

### Istorie socială și culturală
- Best, Gary Dean. The Nickel and Dime Decade: American Popular Culture during the 1930s (1993) online Arhivat în 24 octombrie 2017, la Wayback Machine.
- Cooney, Terry A. Balancing Acts: American Thought and Culture in the 1930s (Twayne, 1995)
- Dass, Permeil. "Deciphering Franklin D. Roosevelt's educational policies during the Great Depression (1933-1940)" (PhD dissertation, Georgia State University, 2013) onlinw.
- Dickstein, Morris⁠(d). Dancing in the Dark: A Cultural History of the Great Depression (2009)
- Eldridge, David Nicholas. American Culture in the 1930s (Edinburgh University Press, 2008) online Arhivat în 24 octombrie 2017, la Wayback Machine.
- Kelly, Andrew. Kentucky by Design: The Decorative Arts, American Culture, and the Federal Art Project's Index of American Design (University Press of Kentucky, 2015)
- McKinzie, Richard. The New Deal for Artists (1984), well illustrated scholarly study
- Mathews, Jane De Hart (1975). „Arts and the People: The New Deal Quest for a Cultural Democracy”. Journal of American History. 62 (2): 316–339. doi:10.2307/1903257. JSTOR 1903257.
- Osnos, Evan⁠(d), "Ruling-Class Rules: How to thrive in the power elite – while declaring it your enemy", The New Yorker, 29 January 2024, pp. 18–23. "In the nineteen-twenties... American elites, some of whom feared a Bolshevik revolution, consented to reform... Under Franklin D. Roosevelt... the U.S. raised taxes, took steps to protect unions, and established a Minimum wage. The costs, [Peter] Turchin writes, 'were borne by the American Ruling class⁠(d).'... Between the nineteen-thirties and the nineteen-seventies, a period that scholars call the Great Compression⁠(d), economic equality narrowed, except among Black Americans... But by the nineteen-eighties the Great Compression was over. As the rich grew richer than ever, they sought to turn their money into Political power⁠(d); spending on politics soared." (p. 22.) "[N]o democracy can function well if people are unwilling to lose power – if a generation of leaders... becomes so entrenched that it ages into Gerontocracy⁠(d); if one of two major parties denies the arithmetic of elections; if a cohort of the ruling class loses status that it once enjoyed and sets out to salvage it." (p. 23.)
- Pells, Richard. Radical Visions and American Dreams: Culture and Social Thought in the Depression Years (1973).
- Roddick, Nick. A New Deal in Entertainment: Warner Brothers in the 1930s (London, BFI, 1983).
- Shlaes, Amity⁠(d). The Forgotten Man: A New History of the Great Depression (2007), a conservative approach
- Shindler, Colin. Hollywood in Crisis: Cinema and American Society, 1929–1939 (Routledge, 1996).
- Stott, William. Documentary Expression and Thirties America (University of Chicago Press, 1973).
- Wecter, Dixon⁠(d). The Age of the Great Depression, 1929–1941 (1948), social history

### Politică
- Alswang, John. The New Deal and American Politics (1978), voting analysis
- Alter, Jonathan⁠(d). The Defining Moment: FDR's Hundred Days and the Triumph of Hope (2006), popular account
- Badger, Anthony J. FDR: The First Hundred Days (2008)
- Badger, Anthony J. New Deal / New South: An Anthony J. Badger Reader (2007)
- Bernstein, Barton J.⁠(d) "The New Deal: The Conservative Achievements of Liberal Reform". In Barton J. Bernstein, ed., Towards a New Past: Dissenting Essays in American History, pp. 263–288. (1968), an influential New Left attack on the New Deal.
- Best, Gary Dean. The Critical Press and the New Deal: The Press Versus Presidential Power, 1933–1938 (1993) ISBN: 0-275-94350-X
- Best, Gary Dean. Retreat from Liberalism: Collectivists versus Progressives in the New Deal Years (2002) ISBN: 0-275-94656-8
- Brinkley, Alan⁠(d). The End of Reform: New Deal Liberalism in Recession and War. (1995) what happened after 1937
- Cobb, James and Michael Namaroto, eds. The New Deal and the South (1984).
- Conklin, Paul K. "The Myth of New Deal Radicalism" in Myth America: A Historical Anthology, Volume II. 1997. Gerster, Patrick, and Cords, Nicholas. (editors.) Brandywine Press, ISBN: 1-881089-97-5
- Domhoff, G. William⁠(d), and Michael J. Webber. Class and Power in the New Deal: Corporate Moderates, Southern Democrats, and the Liberal-Labor Coalition (Stanford University Press; 2011) 304 pp. uses class dominance theory to examine the Agricultural Adjustment Act, the National Labor Relations Act, and the Social Security Act.
- Ekirch Jr., Arthur A. Ideologies and Utopias: The Impact of the New Deal on American Thought (1971)
- Fraser, Steve and Gary Gerstle⁠(d), eds., The Rise and Fall of the New Deal Order, (1989), essays focused on the long-term results.
- Garraty, John A. (1973). „The New Deal, National Socialism, and the Great Depression”. American Historical Review. 78 (4): 907–944. doi:10.2307/1858346. JSTOR 1858346.
- Higgs, Robert⁠(d). Crisis and Leviathan: Critical Episodes in the Growth of American Government (1987), Austrian school critique
- Katznelson, Ira⁠(d). (2013). Fear Itself: The New Deal and the Origins of Our Time. Liveright.
- Ladd, Everett Carll⁠(d) and Charles D. Hadley. Transformations of the American Party System: Political Coalitions from the New Deal to the 1970s (1975), voting behavior
- Lowitt, Richard⁠(d). The New Deal and the West (1984).
- Maney, Patrick J. "The Rise and Fall of the New Deal Congress, 1933-1945." OAH Magazine of History 12.4 (1998): 13–19. online
- Manza, Jeff (2000). „Political Sociological Models of the U.S. New Deal”. Annual Review of Sociology⁠(d). 26: 297–322. doi:10.1146/annurev.soc.26.1.297.
- Milkis, Sidney M. and Jerome M. Mileur, eds. The New Deal and the Triumph of Liberalism (2002)
- Phillips-Fein, Kim. Invisible Hands: The Businessmen's Crusade Against the New Deal (2009) excerpt Arhivat în 6 mai 2022, la Wayback Machine.; same book also published as Invisible hands: the making of the conservative movement from the New Deal to Reagan
- Rosen, Eliot A. The Republican Party in the Age of Roosevelt: Sources of Anti-Government Conservatism in the United States (2014)
- Sitkoff, Harvard⁠(d). A New Deal for Blacks: The Emergence of Civil Rights as a National Issue: The Depression Decade (2008)
- Smith, Jason Scott. Building New Deal Liberalism: The Political Economy of Public Works, 1933–1956 (2005).
- Szalay, Michael (2000). New Deal Modernism: American Literature and the Invention of the Welfare State.
- Tindall, George B.⁠(d) The Emergence of the New South, 1915–1945 (1967). survey of entire South
- Trout, Charles H.⁠(d) Boston, the Great Depression, and the New Deal (1977)
- Venn, Fiona (1998). The New Deal. Edinburgh: Edinburgh University Press. ISBN 978-1-57958-145-9.
- Ware, Susan⁠(d). Beyond Suffrage: Women and the New Deal (1981)
- Williams, Gloria-Yvonne. (2014). "African-Americans and the Politics of Race During the New Deal". In The New Deal and the Great Depression (pp. 131–344). Kent, OH:Kent State University Press. on academia.edu author's page Arhivat în 16 august 2021, la Wayback Machine.
- Williams, Mason B. City of Ambition: FDR, La Guardia, and the Making of Modern New York (2013)